# Cimetière Saint-Roch de Grenoble
Pour les articles homonymes, voir Cimetière Saint-Roch.
Le cimetière Saint-Roch est le plus ancien cimetière municipal de Grenoble ; il a été inauguré le 19 août 1810.
Situé rue du Souvenir, en bordure de l'Isère, dans le quartier de l'Île Verte, il est le seul cimetière intra-muros de la ville, et compte actuellement 25 000 tombes sur une superficie de treize hectares. La ville possède un autre cimetière, celui du Grand Sablon, sur la commune limitrophe de La Tronche.

## Historique des cimetières à Grenoble
À l'époque gallo-romaine, les premières nécropoles de la ville se font le long des voies de communication sur la rive droite de l'Isère, et s'étendent sur 2,5 km. Elles se nomment Saint-Sixte sur les hauteurs de l'actuel quai des Allobroges, Saint-Laurent, Saint-Antoine à proximité du Musée dauphinois, Saint-Ferréol en deux sites à La Tronche.
Du Moyen Âge au XVIIIe siècle, la coutume veut que l'on enterre les morts en terre « consacrée », donc à proximité des édifices religieux. Ainsi, à la fin du XVIIIe siècle, Grenoble compte environ 20 000 habitants et quatre cimetières dépendant de paroisses.

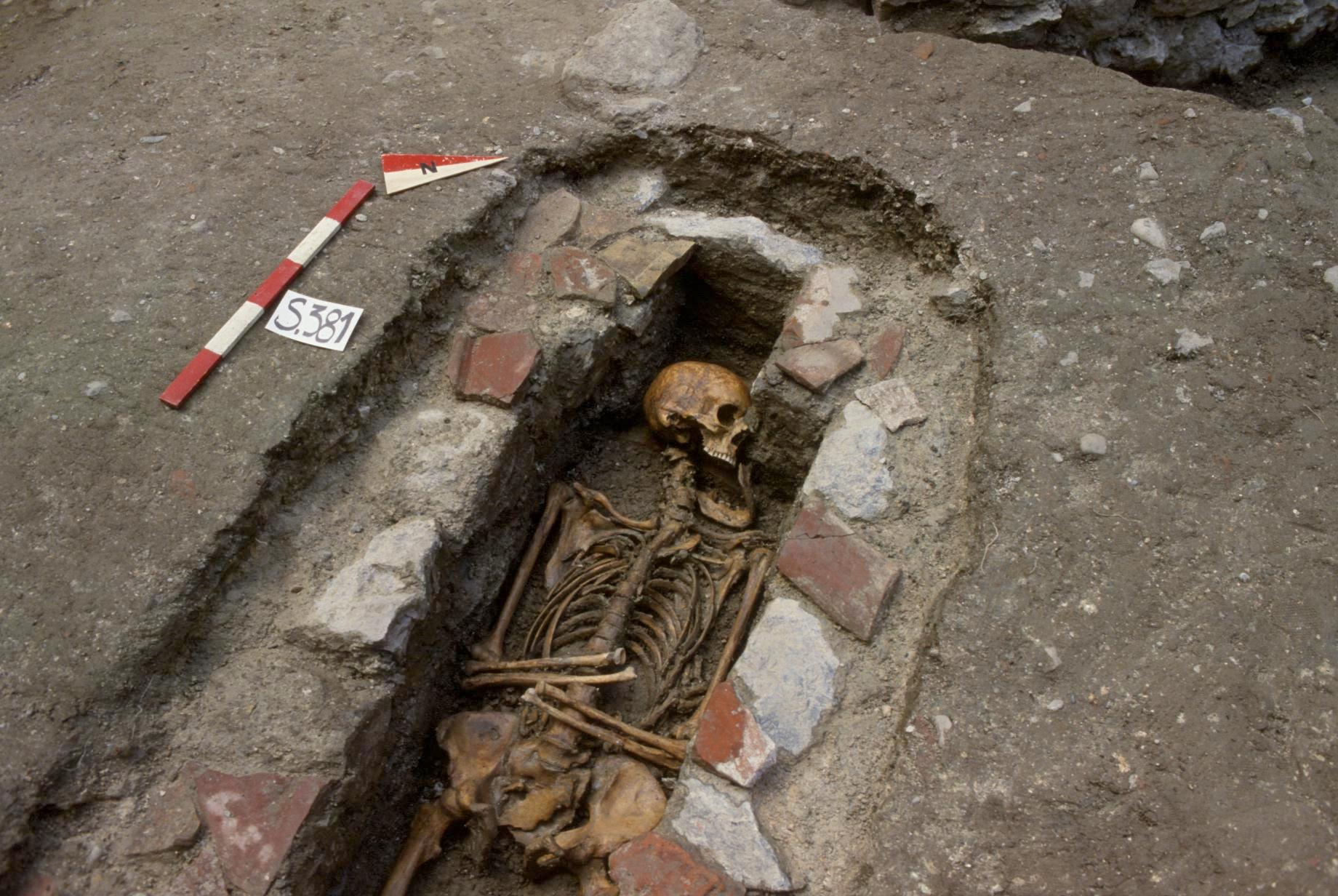
Sépulture médiévale à Saint-Laurent

Le plus grand, celui de Saint-Hugues, d'une superficie de 2 770 m², est béni le 9 septembre 1694 hors les murs d'enceinte, dans une demi-lune des fortifications de Lesdiguières, rue des Mûriers (actuelle rue de l'Alma), et remplace le cimetière de la cathédrale Notre-Dame fermé en 1691. Vient ensuite le cimetière Saint-Louis, d'une superficie de 1 900 m², cimetière des bourgeois desservant aussi la paroisse Saint-André, puis le cimetière Saint-Joseph d'une superficie de 1 140 m², installé dans les faubourgs hors des murs d'enceinte, qui est celui des artisans. Enfin, le cimetière Saint-Laurent, 684 m2 sur la rive droite, qui est historiquement le plus ancien.
Tous ces cimetières ne sont pas encore clos, ni clairement délimités, et sont formés sans ordonnancement. Les monuments funéraires sont modestes et pratiquement toujours en bois. Au quotidien, les riverains les traversent et les enfants y jouent. Mais la Révolution va demander que tous les cimetières soient fermés pour des raisons d'hygiène.

### Un cimetière près du Drac

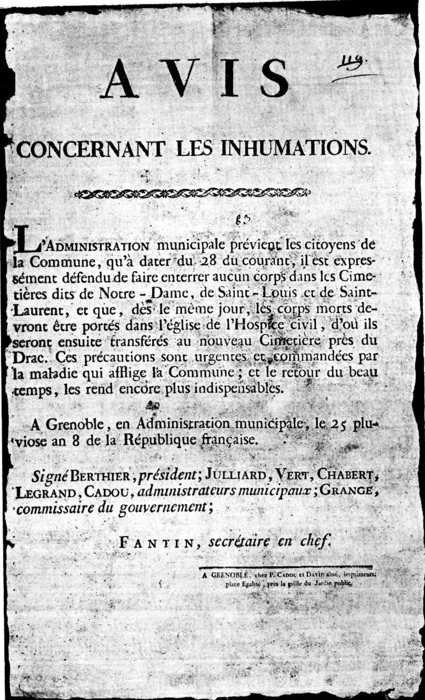
Avis d'information du 14 février 1800

Le nouvel emplacement d'un cimetière est donc décidé par la municipalité de Jean-Baptiste Berthier le 12 nivôse de l'an VIII (2 janvier 1800) non loin du Drac, à l'ouest de la ville, dans une zone encore non urbanisée, au lieu-dit des Porettes. Pour Grenoble, ville de garnison où de nombreux militaires épuisés reviennent des différentes guerres d'Italie, c'est une période d'épidémies où typhus et grippe vont faire des ravages dans la population.
À cette époque, cette zone appartient encore à Seyssins et Pariset, Grenoble ne l'ayant pas encore annexée. Une surface de 1 800 toises carrées (6 840 m²) est déterminée selon l'addition des surfaces des quatre anciens cimetières et la mise en service a lieu le 28 pluviôse de l'an VIII (17 février 1800). Mais les habitants expriment des plaintes contre la localisation de ce nouveau cimetière situé, selon leur mesure, à 840 toises (1 638 mètres) de la porte Créqui. De plus, le site n'est qu'un champ de cailloux marécageux qui un peu plus d'un siècle auparavant était encore traversé par les bras du Drac, rivière très vive et impétueuse. Mais la population n'apprécie guère ce lieu et enterre ses morts, de nuit, dans les anciens cimetières de paroisse. Durant l'année 1808, on dénombre 813 décès à Grenoble, dont 167 enfants de moins de six ans. Entre 9 000 et 10 000 personnes ont été inhumées à cet endroit, dont il ne reste rien, puisque la ville vendra le terrain et les quelques pierres de stèles funéraires seront réutilisées dans la construction de maisons.
En effet, le 12 juin 1804, un décret national redéfinit les règles et impose la création d'un unique site d'inhumation loin des habitations et au nord des villes. Les anciens cimetières sont alors vendus à des particuliers ou à la ville. Mais la création d'un cimetière exige l'autorisation des autorités civiles, religieuses mais aussi militaires car Grenoble est une ville de garnison et fortifiée, et il faut pouvoir en abattre rapidement les murs en cas d'attaque.

### Le site de l'Île Verte
La municipalité de Charles Renauldon cherche alors un nouveau terrain et se tourne vers l'est de la ville, en dehors des remparts, dans la boucle de l’Isère appelée l’Îsle Saint-Roch, dont les terrains appartiennent à un marchand gantier de la ville, Joseph-Henri Dumoulin.

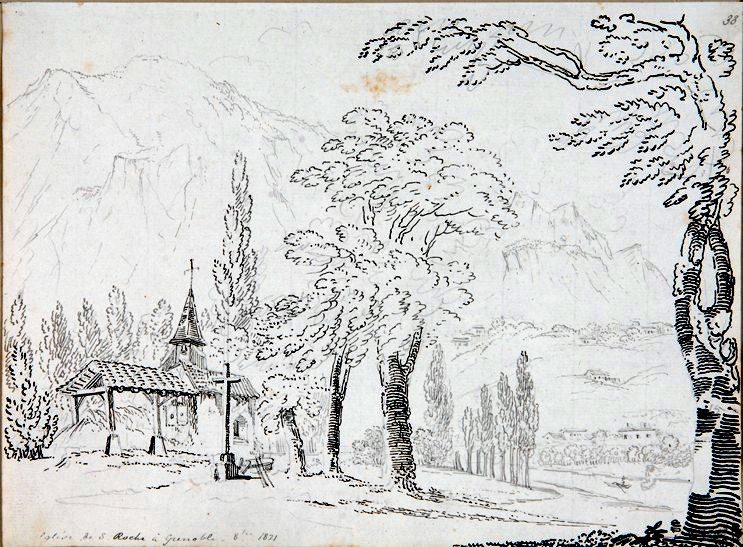
Ancienne chapelle Saint-Roch

Le site envisagé n'est pas urbanisé mais avait accueilli un hôpital avec une petite chapelle dédiée à saint Roch, réputé pour protéger des épidémies de peste. En effet, cet hôpital construit en 1493, était destiné à accueillir les pestiférés envoyés ainsi hors des remparts de la ville pendant les épidémies, et portait le nom d’Hôpital des Infez (terme pour infectés), ou hôpital Saint-Roch. Il avait pu se construire par l'opportunité d'un testament du 31 janvier 1485 d'un écuyer de la grande écurie du roi Louis XI, Grace d'Archelles, touché de voir autant de misère. Le 15 juillet 1497, un cimetière est béni par l'évêque Laurent Alleman à proximité de cet hôpital, et devra même être agrandi en septembre 1527 en raison des nombreuses victimes de la peste. Le 19 novembre 1545, un arrêt du Parlement du Dauphiné réuni l'hôpital Saint-Roch à l'hôpital général de Grenoble et à partir de 1717, cet hôpital sans affectation est abandonné mais pas la chapelle Saint-Roch attenante.
Le 6 septembre 1808, une délibération du conseil municipal décide de la création d’un nouveau cimetière dans cette boucle de l'Isère qui va devenir le quartier de l'Île Verte. Cette délibération suscite bien des objections et même une pétition en 1809 au sein de la population grenobloise. Mais les protestations d'une douzaine de citoyens hostiles à ce projet n’empêchent pas l’implantation du cimetière sur une superficie de 28 500 m² avec huit compartiments dont six carrés égaux, et qui prend le nom de la vieille chapelle Saint-Roch encore debout.

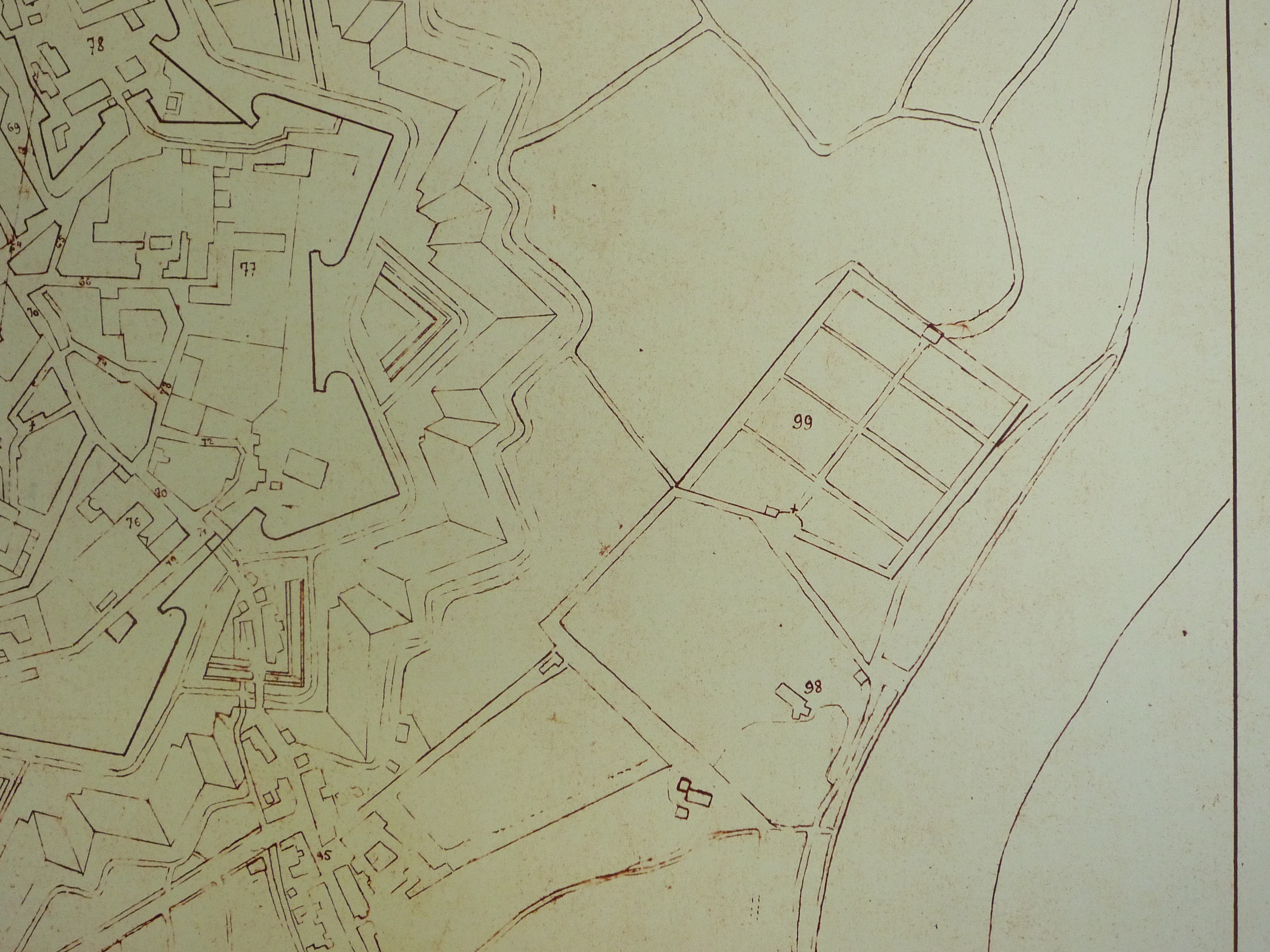
Extrait plan de la ville en 1815.

En 1809, la municipalité règle les derniers détails dont les exigences des militaires car le terrain doit pouvoir être utilisé en cas de conflit. L'ordonnancement du cimetière est précis et son organisation est rectiligne, il va être entouré d'un mur de 2 mètres 50 de hauteur et épais de 49 cm à la base, avec un petit bâtiment pour le fossoyeur, et une plantation de peupliers d'Italie agrémente l'allée principale. La vieille chapelle Saint-Roch est encore à cette époque située en dehors de ses limites, au sud-est de l'entrée.
L'adjudication des travaux se déroule le 17 août 1810, et le cimetière Saint-Roch est solennellement béni par l’évêque de Grenoble Claude Simon, le 19 août 1810, après les vêpres, au milieu d’une affluence considérable. Dès le lendemain, il est officiellement ouvert et les premières inhumations ont lieu le jour même. Les notables de la ville vont pouvoir trouver là un terrain de choix pour l'élévation de monuments témoins de leur grandeur et rappelant leur réussite. À cette époque, Grenoble est une ville de 22 000 habitants enserrée dans des remparts construits deux siècles auparavant par le duc de Lesdiguières et l'accès au cimetière depuis la ville se fait encore par la porte Très-Cloîtres édifiée en 1593. La réception des travaux de clôture a lieu le 27 juin 1812 et le coût définitif du cimetière est de 23 522 francs.

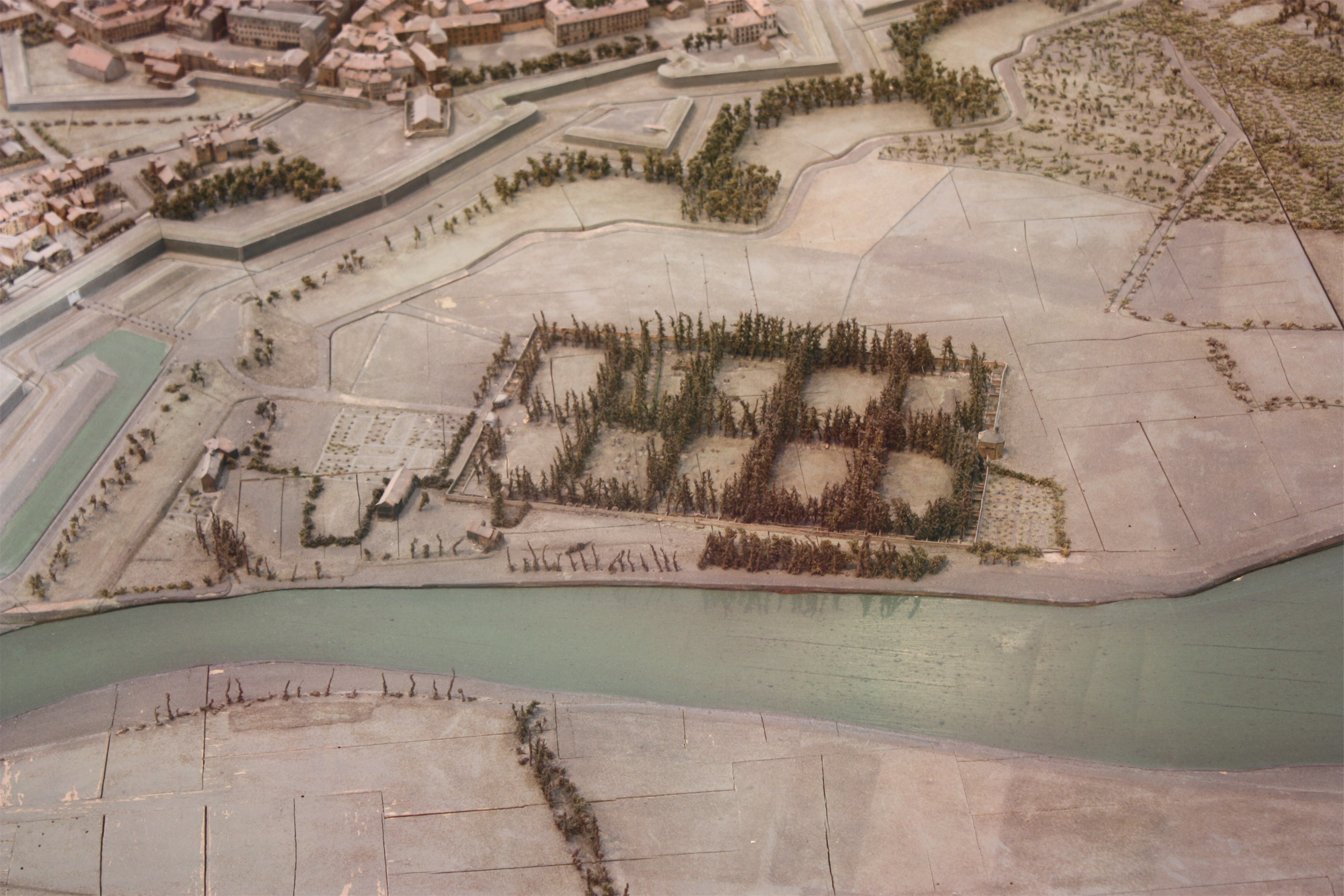
Cimetière Saint-Roch en 1848 sur le plan-relief de Grenoble.

Au cours du mois de juillet 1815, le cimetière est inondé par une crue de l'Isère empêchant l'enterrement de nombreux soldats autrichiens victimes des combats lors du siège de la ville. Les corps sont inhumés plus loin dans la ville, et entraîneront de nombreuses questions aux historiens locaux lorsque, soixante-dix ans plus tard, des corps sont retrouvés au cours du terrassement de l'actuel square Léon-Martin.

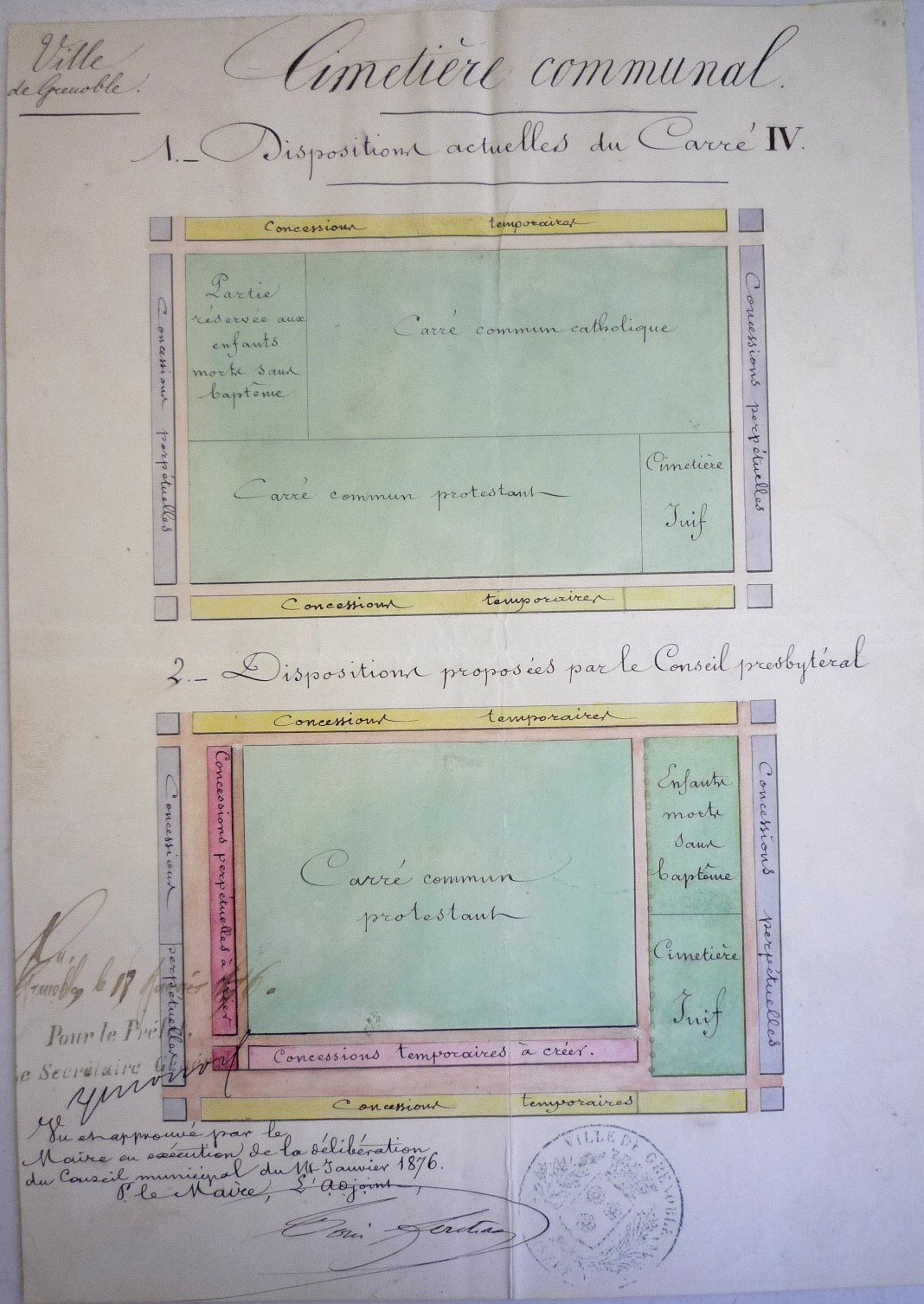
Carré protestant et juif en 1875

En 1826 on construit une nouvelle chapelle, baptisée également Saint-Roch. Le cimetière suit l'évolution démographique de la ville et s'agrandit à cinq reprises au cours du XIXe siècle et trois fois durant le XXe siècle. Le premier agrandissement du cimetière a lieu en 1843, quelques années après la construction d'une nouvelle extension de l'enceinte de la ville par le général Haxo et la mise en service d'une nouvelle porte des fortifications desservant le cimetière qui prend le nom évocateur de porte des Adieux, démoile en 1924,. En 1854, le cimetière s’agrandit une seconde fois avec une nouvelle enceinte en forme d’hémicycle au nord du terrain historique, puis, au gré des nécessités, des agrandissements sont programmés en 1866, 1884, 1899, 1907, 1921 et 1926 totalisant ainsi 15 kilomètres d'allées piétonnes d'une planéité parfaite. Son altitude annoncée dans un plan établi par le géomètre J. Boiton daté de 1815 est de 212,0 mètres.

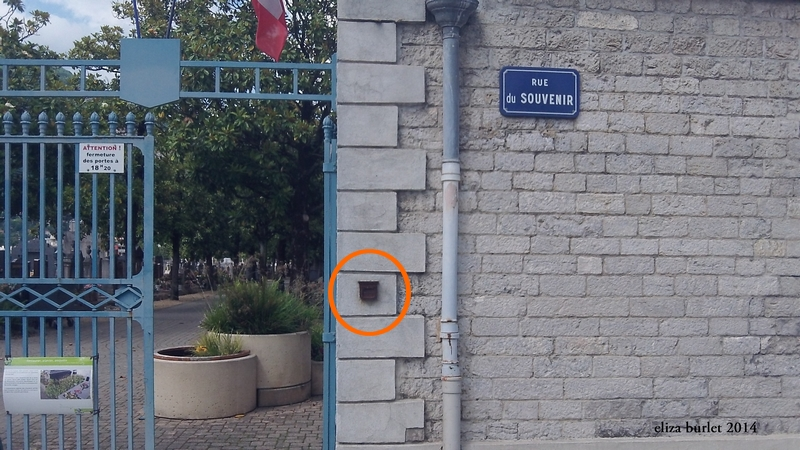
Hauteur de la crue de 1859 sur la porte du cimetière Saint Roch

Le 2 novembre 1859, une crue historique de l'Isère amène de 1 mètre 65 à 1 mètre 80 d’eau, et, lorsqu’elle se retire, on trouve les croix arrachées, dispersées et pêle-mêle. Durant quinze jours, du 2 au 17 novembre, le service des inhumations au cimetière est suspendu. Pendant ce temps, les enterrements se font provisoirement sur un bastion de la porte des Alpes, et l’hôpital garde ses morts.
Le 10 janvier 1866, un arrêté municipal, approuvé par le préfet trois jours plus tard, met en place une nouvelle organisation instituant un poste de conservateur du cimetière, des horaires d'ouverture, ainsi que des devoirs et obligations diverses pour le personnel.

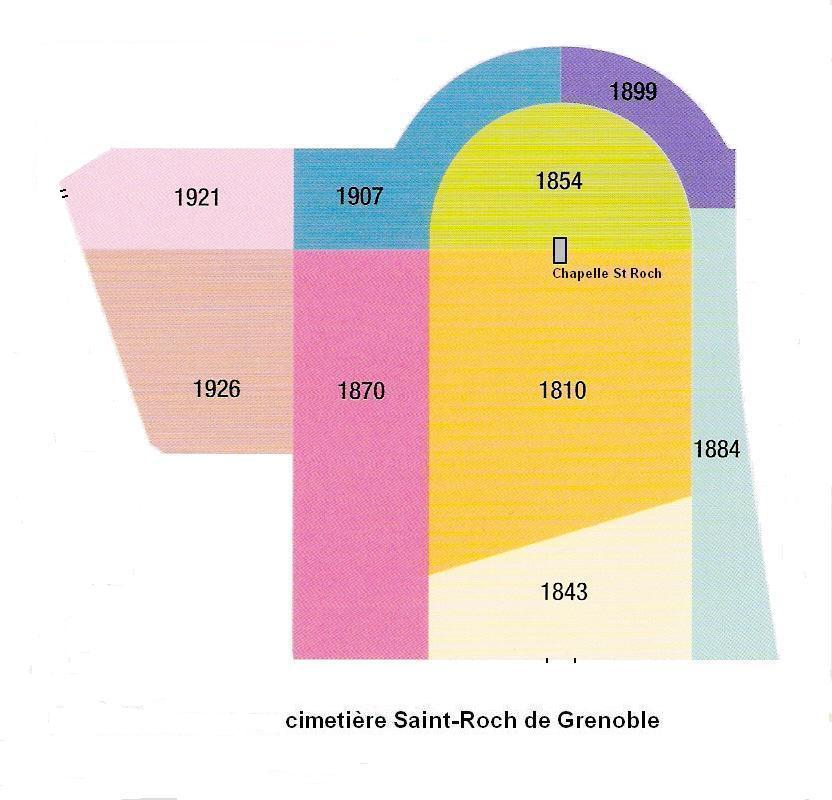
Plan actuel du cimetière.

En 1875, une demande est faite pour agrandir le carré protestant du cimetière, elle est acceptée lors de la séance du conseil municipal le 14 janvier 1876.
Le 14 août 1900, soit 90 ans après son ouverture, le cimetière Saint-Roch est desservi par une ligne de tramway provenant de la place Grenette. Mais il faudra cependant attendre le 30 octobre 1925 pour que la ligne desserve l'entrée du cimetière, après la démolition de la porte des Adieux, qui l'empêchait de passer depuis 1900. Le 28 novembre 1949, la Société grenobloise de tramways électriques  supprime cette ligne de tramway et la remplace par la ligne d'autobus Cité HBM Jean Macé - Cimetière Saint-Roch qui portera le numéro 9.
Par la suite, devant l'impossibilité d'agrandir ce cimetière dans une ville historiquement enserrée et malgré le déclassement des enceintes fortifiées en 1921, un second cimetière, celui du Grand Sablon, peut être créé en janvier 1941 sur l'autre rive de l'Isère, grâce à la mise en service huit ans auparavant du Pont du Sablon reliant Grenoble à la commune voisine de La Tronche. C'est en 1946 que se réalise une seconde entrée à Saint-Roch donnant accès par la rue Aimon de Chissé. En 1990, la mise en service de la ligne B du tramway permet de desservir cette seconde entrée.
En avril 2016, la municipalité d'Éric Piolle (EELV) décide de supprimer les postes de gardien du cimetière Saint-Roch, les dimanches et jours fériés.

## Tombes et sculptures remarquables
Au cours du XIXe siècle, certaines tombes ont accueilli des personnages méconnus et anonymes, mais leur sépulture a été faite de façon à marquer les esprits ou leur classe sociale. Grenoble est touché par des bouleversements politiques et industriels qui engendrent l'apparition d'une nouvelle bourgeoisie d'entrepreneurs. Leurs monuments sont imposants, souvent des tombes-murs de grandes dimensions qui portent la signature d'artistes célèbres. Avec le système de concession perpétuelle, chacun veut créer une œuvre originale et esthétique qui rappelle les mérites du défunt. Les nouvelles concessions accordées de nos jours ne le sont qu'en récupérant d'anciennes concessions non renouvelées. Comme les allées, la plupart des tombes portent des numéros, facilitant ainsi leur localisation à l'intérieur de chaque division appelée carré.
Lors de l'inventaire réalisé en 2005 par la ville de Grenoble, 824 tombes ont été classées remarquables, tant sur le plan architectural qu'historique. 

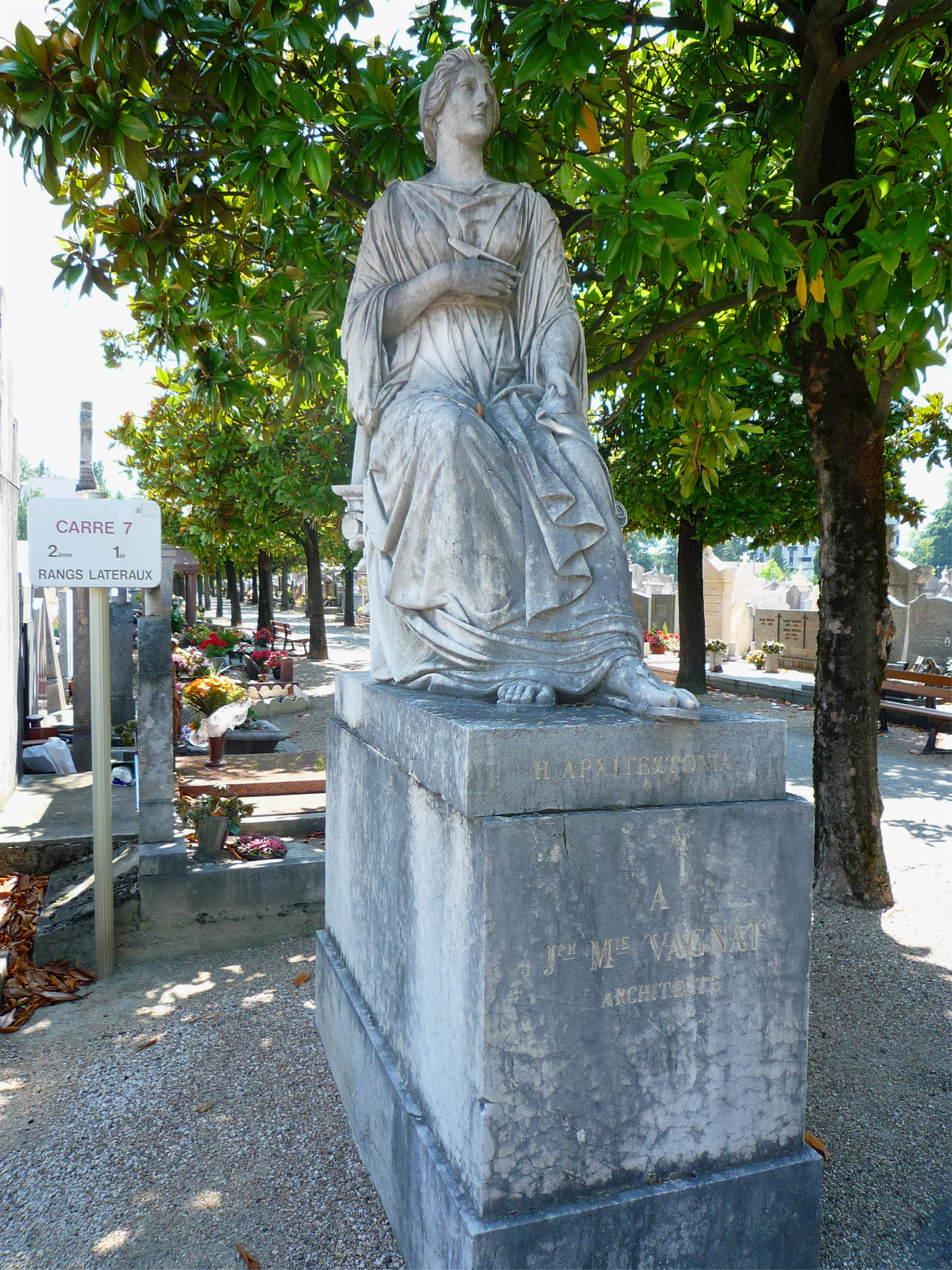
Joseph-Marie Vagnat
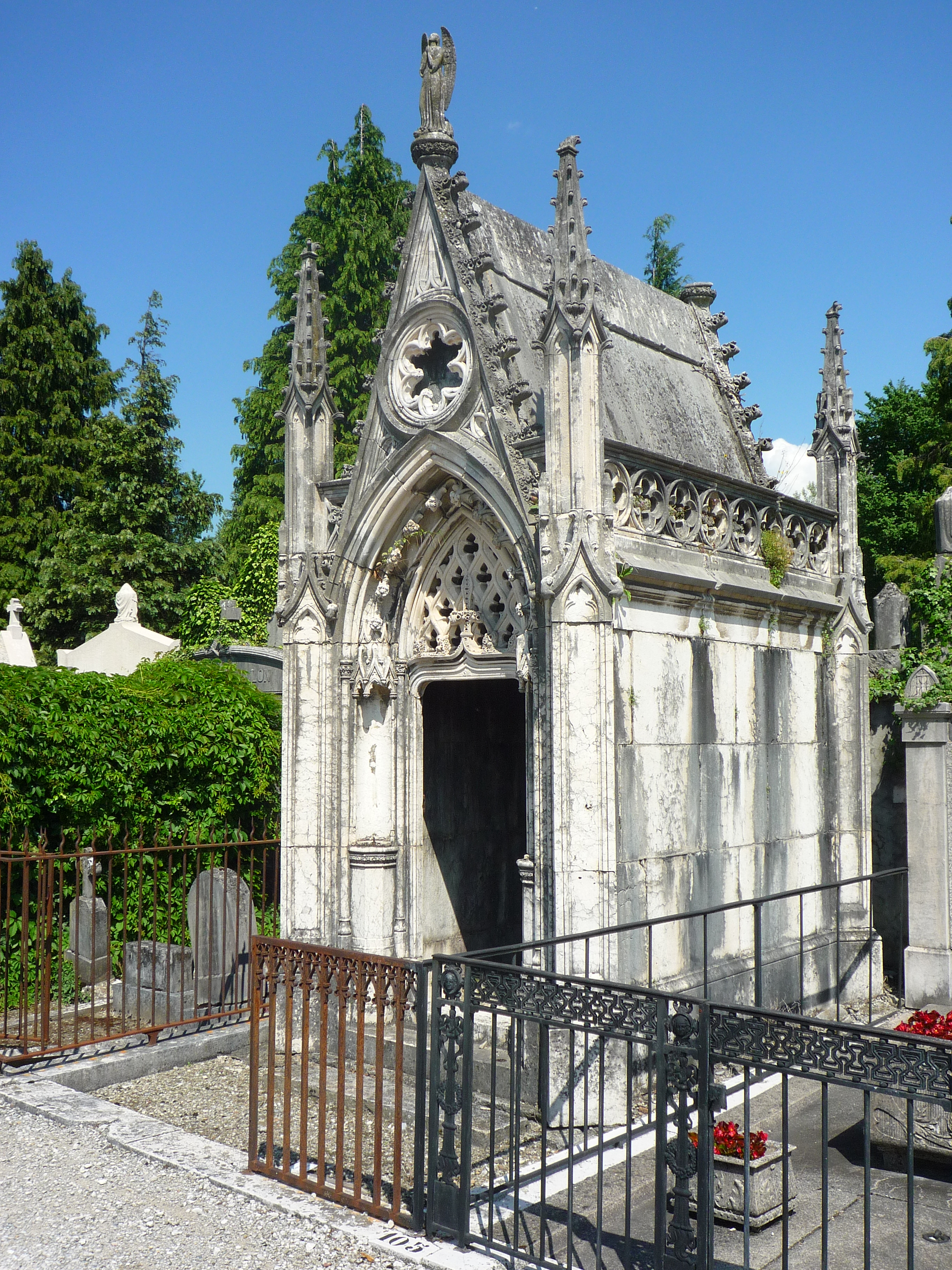
Sépulture Blanc
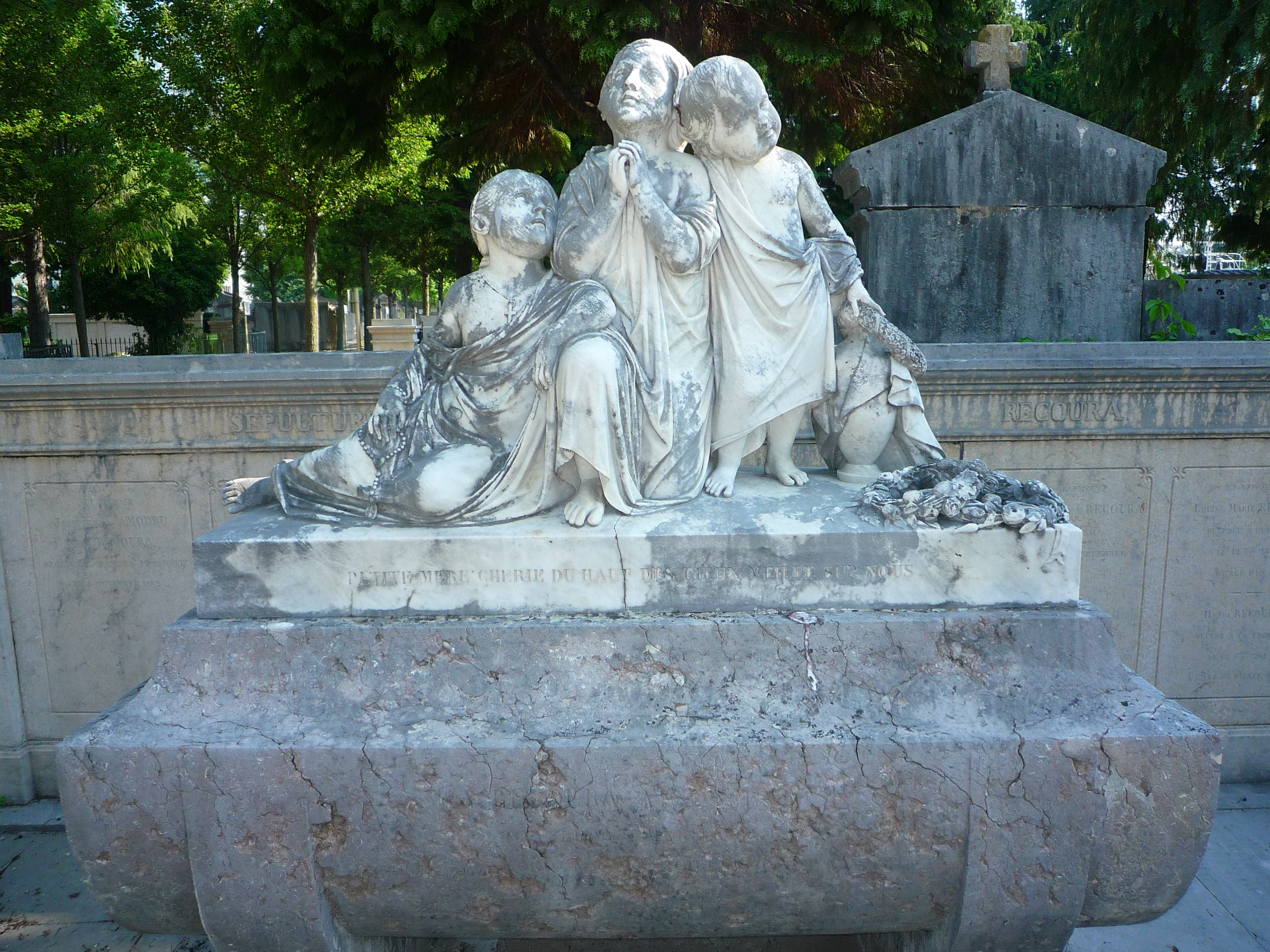
Sépulture Recoura
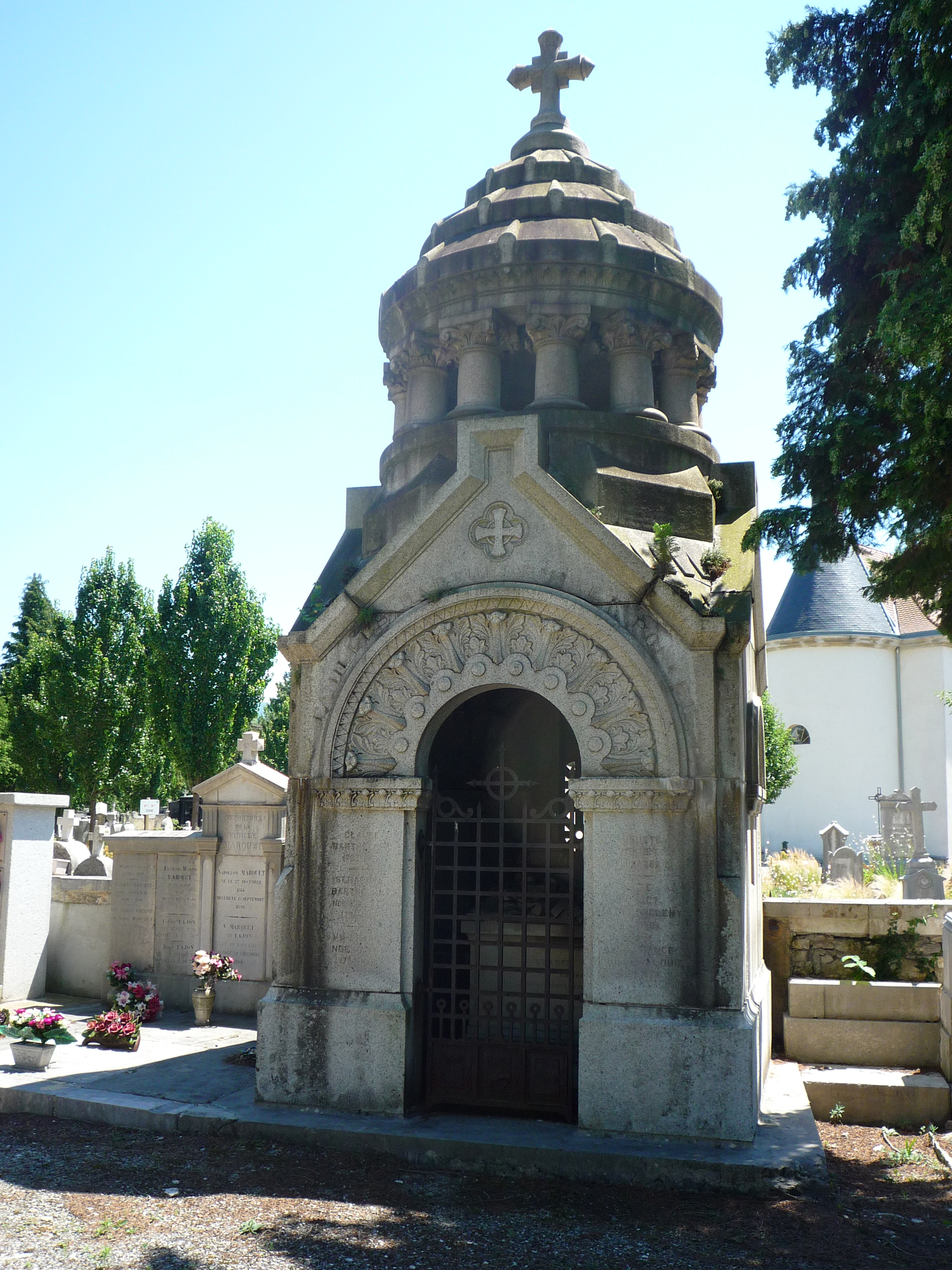
Sépulture Barthélemy et Poncet

## Tombes de personnalités

### Les maires de Grenoble
En 2010, sur les quarante-sept maires de la ville décédés depuis février 1790, vingt-huit sont enterrés à Saint-Roch, avec des exceptions notables, notamment Hubert Dubedout, seconde plus longue mandature avec dix-huit ans, en hommage auquel une stèle a été inaugurée dans l'enceinte du cimetière lors du trentième anniversaire de sa mort.

Ces vingt-huit édiles sont :

Joseph Marie de Barral, maire à trois reprises pendant la période révolutionnaire ; Pierre-François Arthaud, qui voit les noms de rues rétablis après la période révolutionnaire ; Charles Renauldon qui obtient l'ouverture de ce cimetière au cours de son long mandat ; Jean-François de Pina de Saint-Didier, à l'origine de fortifications deux fois plus vastes pour la ville ; Alexandre Royer-Deloche, sous la mandature duquel est publié un mémoire par un employé de la bibliothèque nommé Champollion sur Quelques hiéroglyphes de la pierre de Rosette ; Charles Planelli de Lavalette, dotant la ville du premier réseau de canalisations des fontaines publiques ; Félix Penet, qui informe les grenoblois dès 1831 qu'une succursale, celle d'Échirolles, demande à se constituer en commune ; Honoré-Hugues Berriat, qui trace en direction du Drac un cours qui portera plus tard son nom ; Artus de Miribel, qui assiste à l'édification de la citadelle du Rabot ; Frédéric Farconnet, maire du 28 février au 5 mai 1848 ; Joseph Arnaud, qui reçoit le télégramme du 27 mai 1853 annonçant l'arrivée du chemin de fer ; Louis Crozet, qui inaugure la gare ; Eugène Gaillard, qui agrandit la superficie de la ville de 500 hectares ; Jean-Thomas Vendre, qui pose la première pierre du Musée-bibliothèque ; Adolphe Anthoard, maire éphémère durant les périodes insurrectionnelles de 1848 et de 1870 ; Ernest Calvat, qui ouvre en 1872 les services de la bibliothèque du Musée-bibliothèque ; Félix Giraud, sous le mandat duquel sont construites la halle Sainte-Claire et l'église Saint-Bruno ; Auguste Gaché, maire à deux reprises, dont le premier mandat voit la construction de la caserne de Bonne ; Édouard Rey, qui inaugure la place Victor-Hugo le 27 mai 1885 ; Félix Poulat, « l'ami du peuple », mort accidentellement quatre mois après sa prise de fonction.

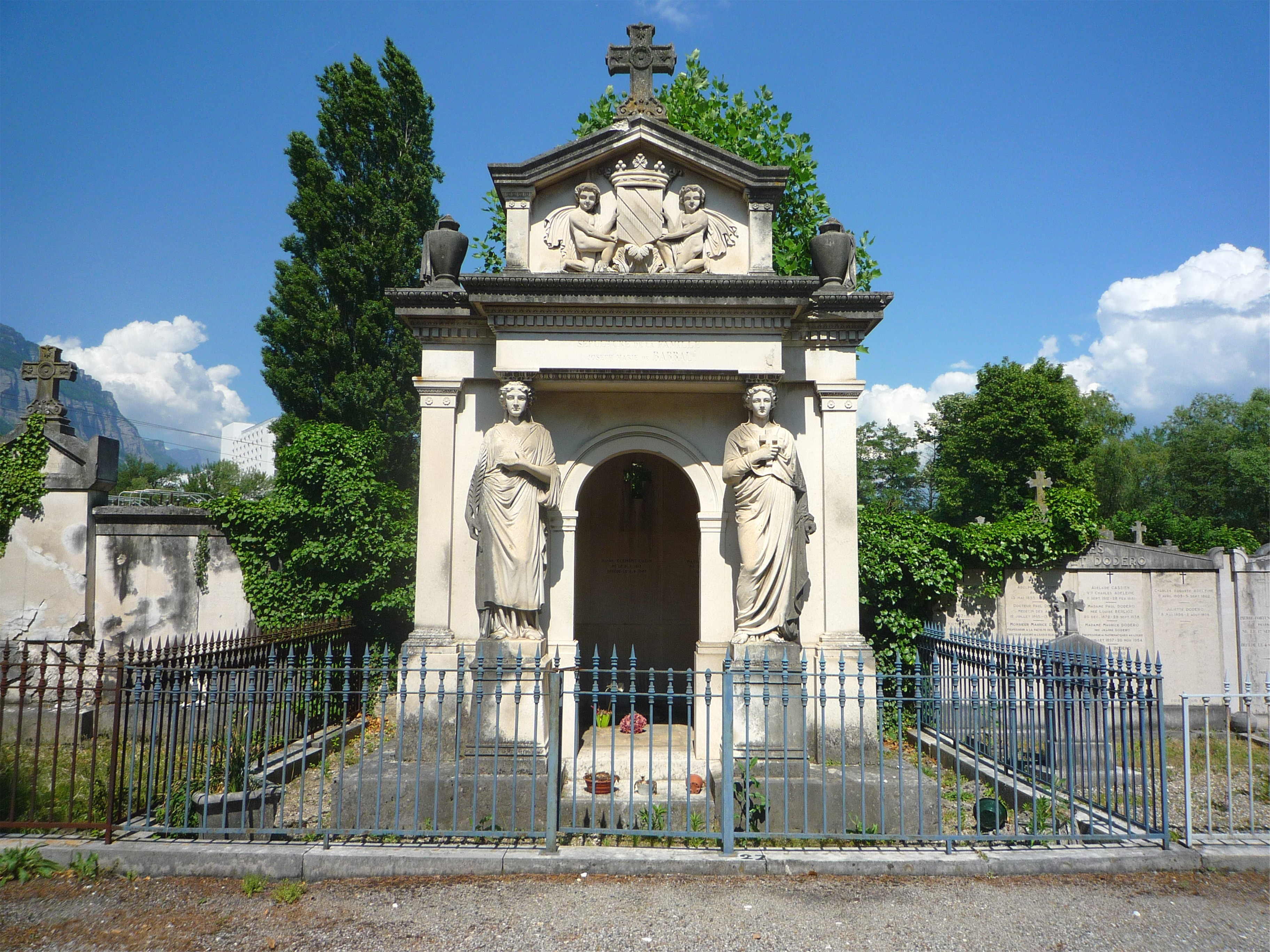
Joseph-Marie de Barral
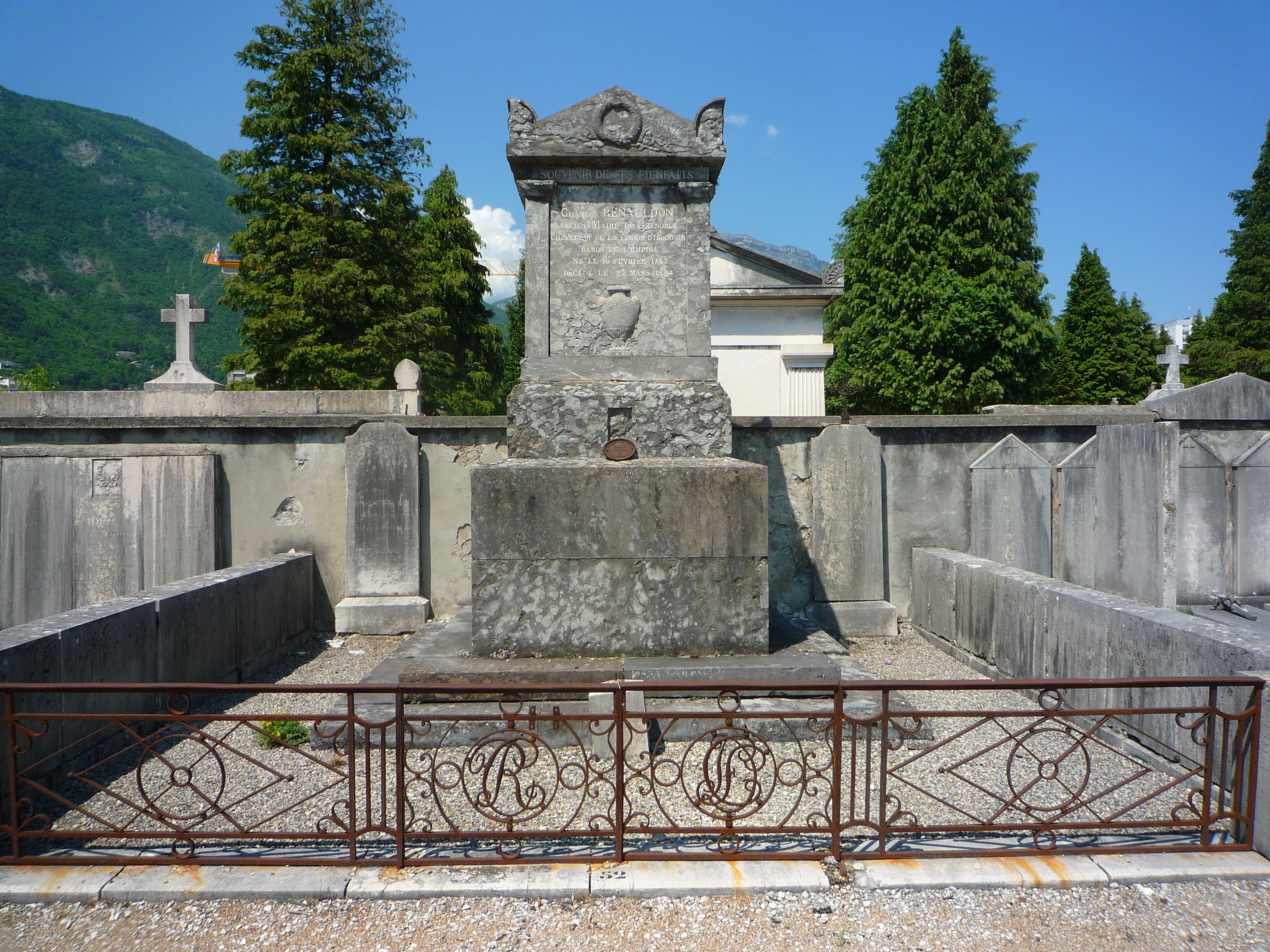
Charles Renauldon
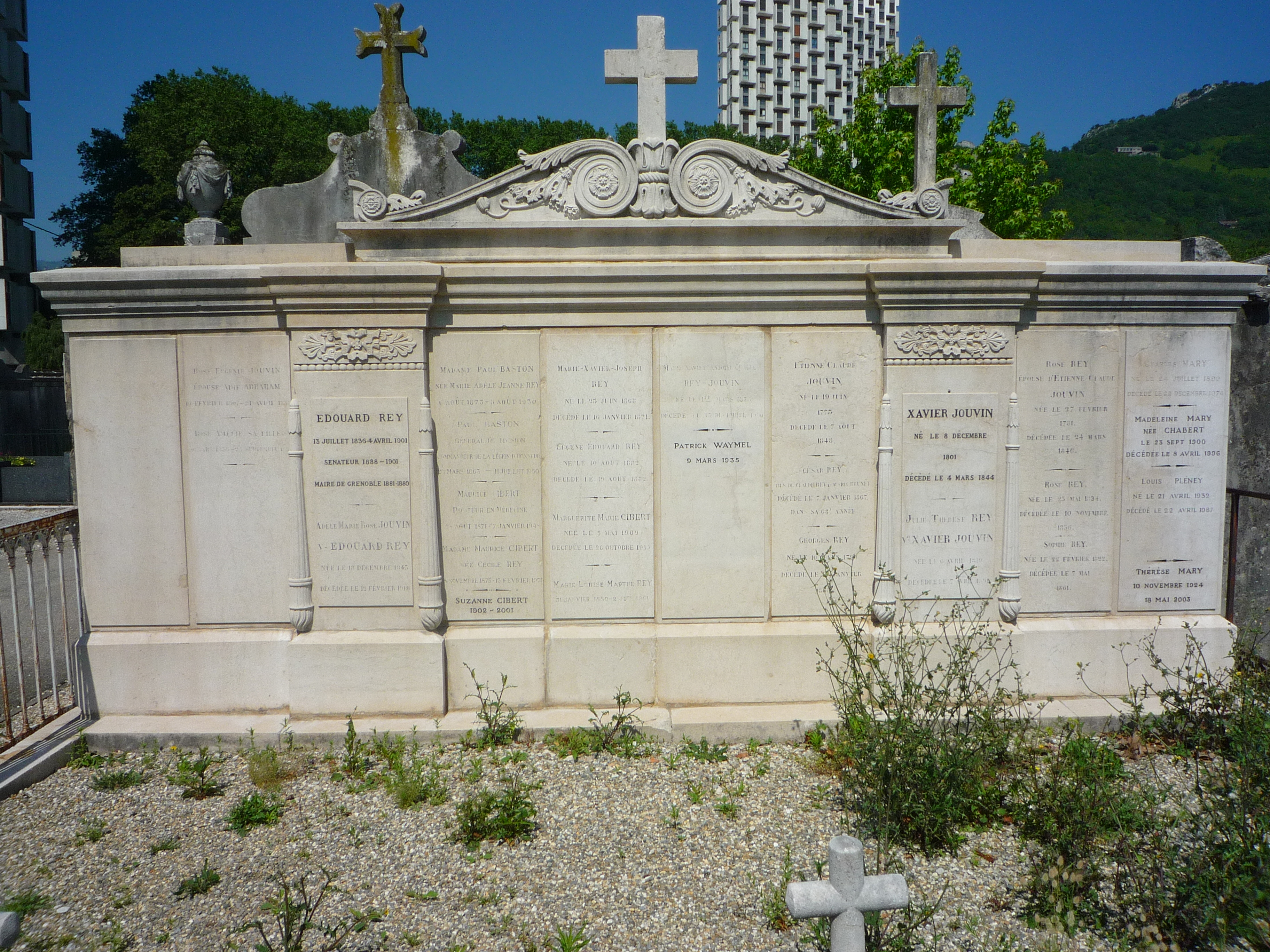
Édouard Rey
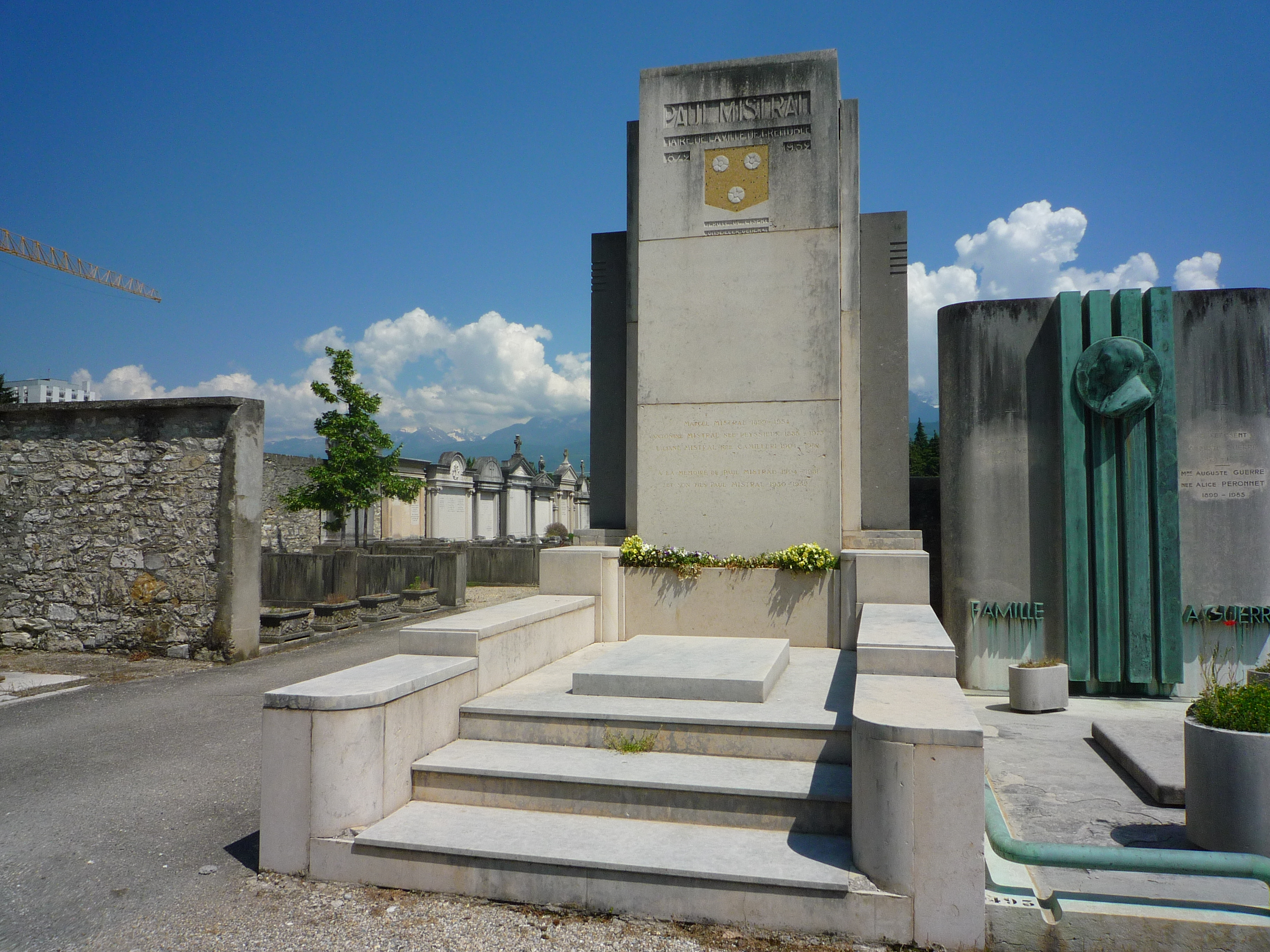
Paul Mistral

D'autres suivent au XXe siècle : Stéphane Jay, qui modifie le centre-ville en créant la rue Félix-Poulat ; Charles Rivail, qui assiste à la première arrivée du Tour de France à Grenoble le 15 juillet 1905 ; Félix Viallet, qui réalise l'aménagement du Jardin des Dauphins ; Paul Mistral, qui organise l'exposition internationale de la houille blanche en 1925 ; Paul Cocat, exerçant son mandat durant toute la seconde guerre mondiale ; Marius Bally, maire du 26 octobre 1947 au 6 août 1948 ; Léon Martin, qui inaugure le téléphérique de Grenoble Bastille lors du premier de ses trois mandats ; et Albert Michallon, qui obtient les Jeux olympiques d'hiver de 1968.

### Les artistes
Les sculpteurs Noël Papet, Henri Ding, Eustache Bernard, Aimé Charles Irvoy, Urbain Basset et Pierre-Victor Sappey, auteur de nombreuses tombes dans ce cimetière. En ce qui concerne les peintres, l'école dauphinoise est largement représentée avec Jules Flandrin et Henriette Deloras, Diodore Rahoult, Jean Achard, Charles Bertier, Édouard d'Apvril, Laurent Guétal ou Firmin Gautier. L'écrivaine dauphinoise Louise Drevet y est enterrée.

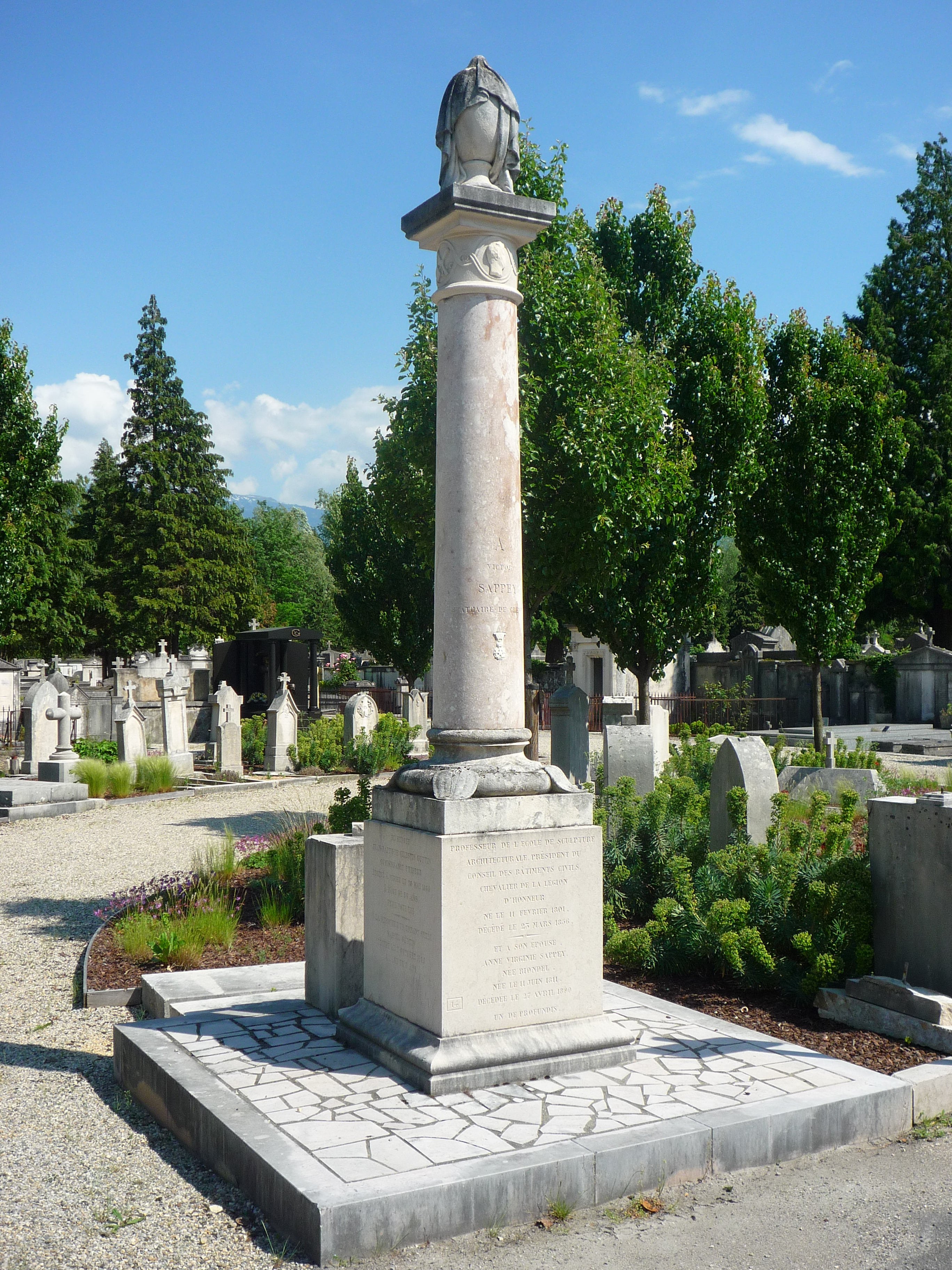
Victor Sappey
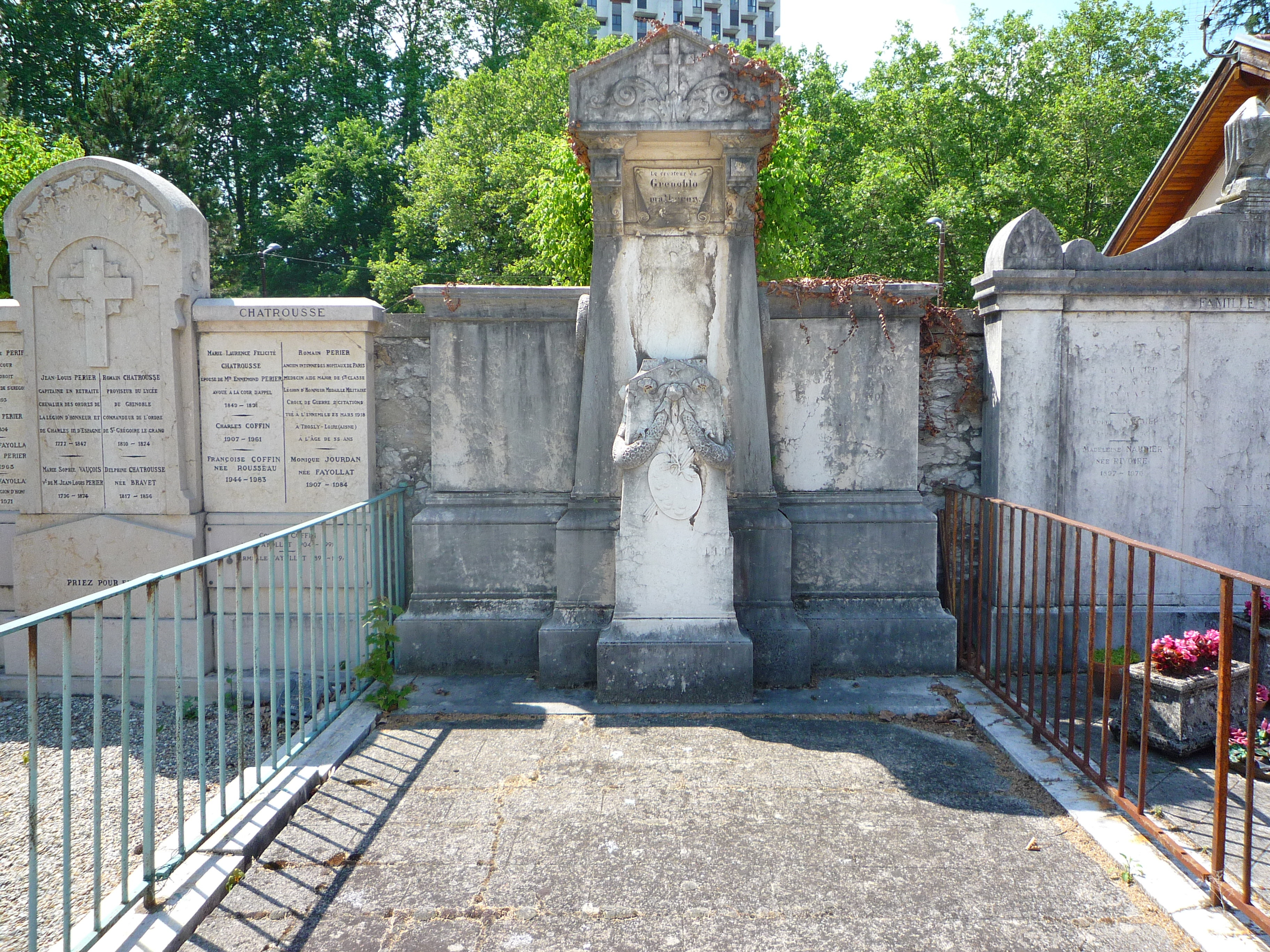
Diodore Rahoult
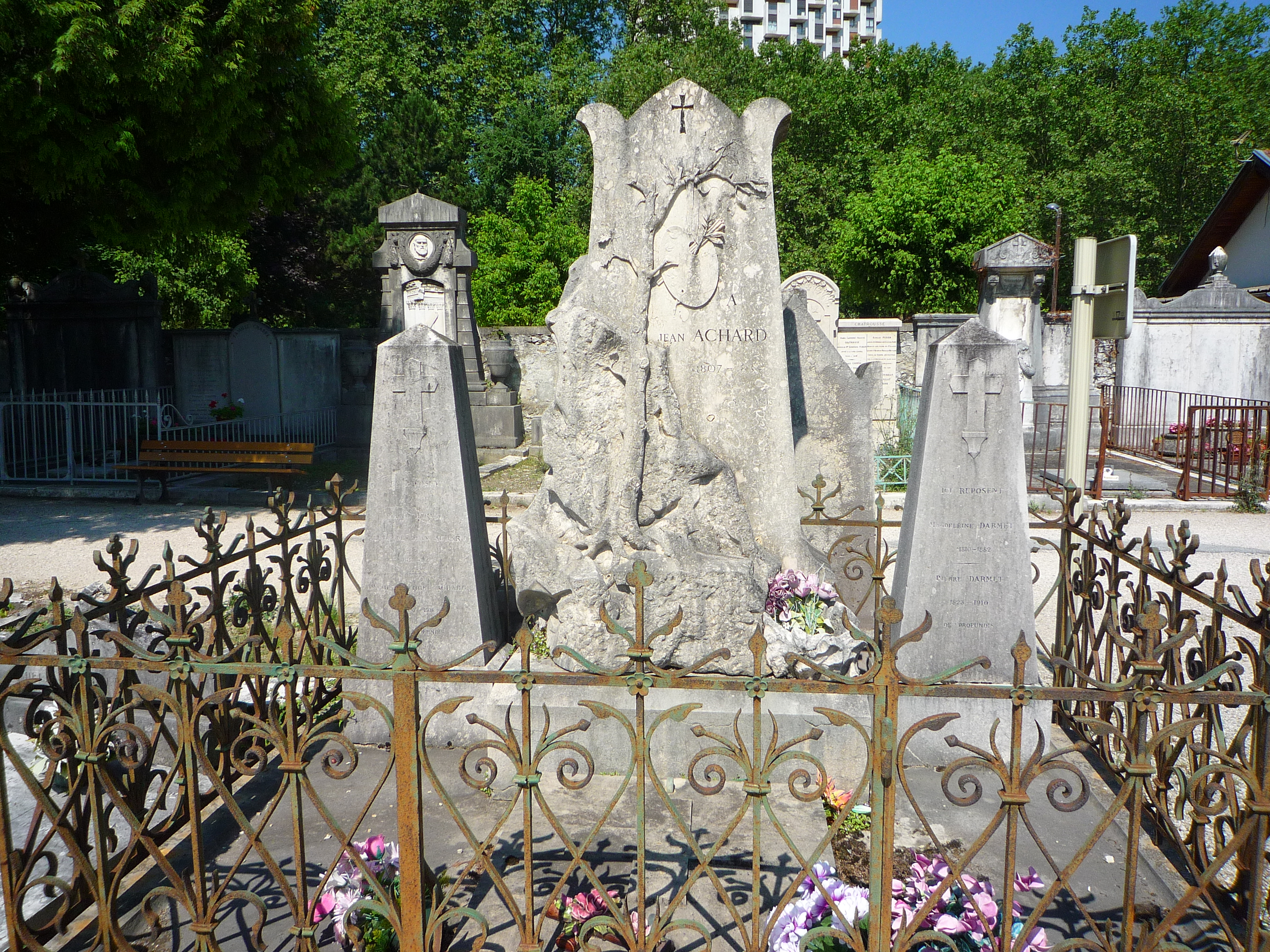
Jean Achard
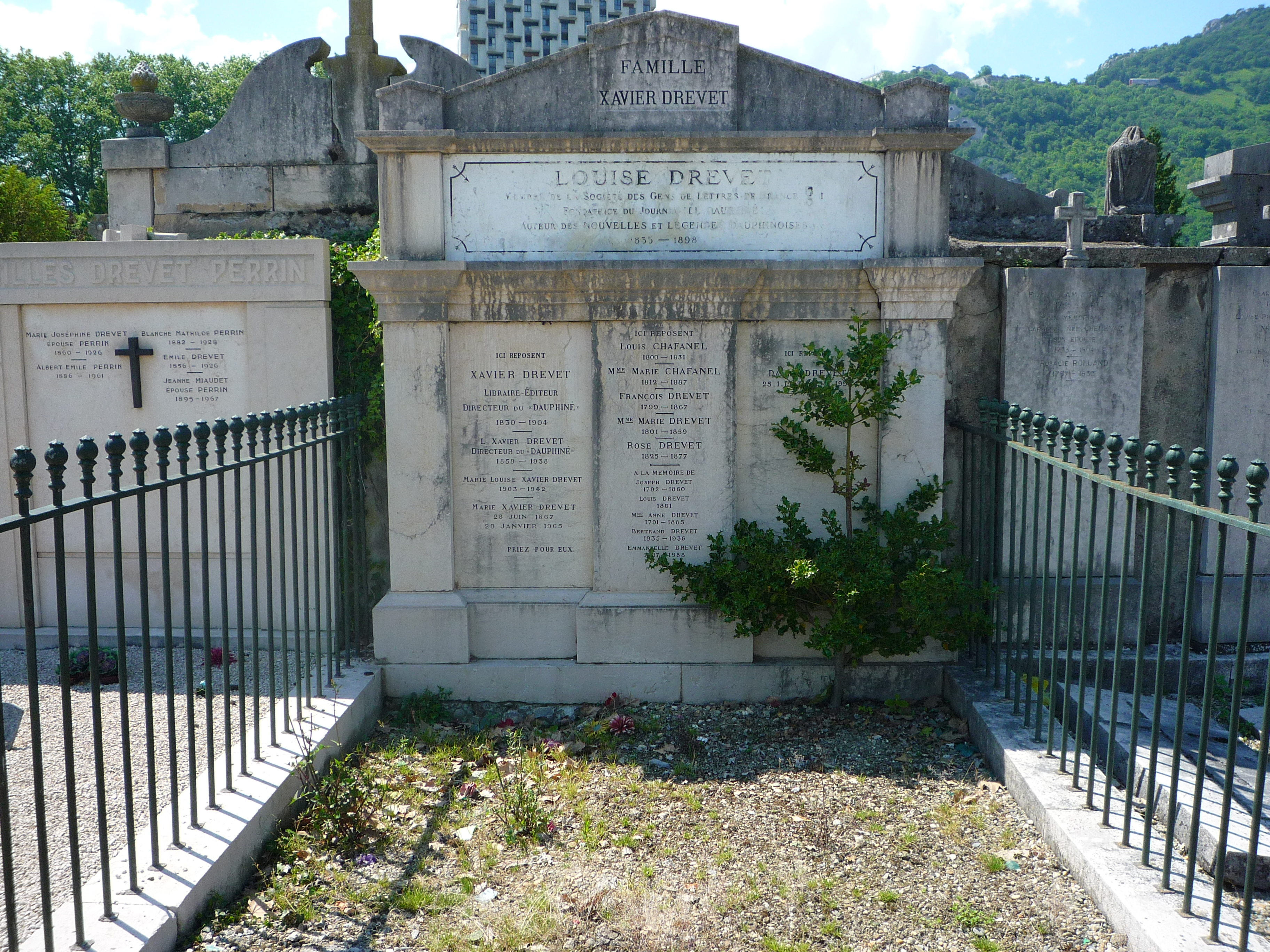
Louise Drevet

### Les industriels et scientifiques
Le siècle de mise en service du cimetière correspond aussi à une montée en puissance de l'industrialisation : Xavier Jouvin, industriel gantier ; Alphonse Terray, gantier ; Claude Jouvin, gantier ; la famille Perrin, fondatrice du Gant Perrin ; Albert-Pierre Raymond, fondateur du groupe A.Raymond ; Camille Teisseire, célèbre liquoriste ; Louis Cartier-Millon, à l'origine de l'entreprise Lustucru ; Émile Gueymard, créateur du laboratoire départemental d'analyse ; Albin Crépu, médecin et botaniste ; Jean-Paul Lachmann (1851-1907), botaniste, créateur des jardins alpins du col du Lautaret et de Chamrousse ; Henri Ferrand, géographe et photographe ; Victor Piraud botaniste et conservateur du muséum d'histoire naturelle de Grenoble ; Jules Girard, instigateur du transfert de l'hôpital à La Tronche ; Louis Barbillion, directeur de l'Institut électrotechnique de Grenoble ; Joseph Bouchayer, industriel dans le secteur de l'hydroélectricité ; Casimir Brenier, à l'origine de l'entreprise en hydraulique Neyrpic ; Paul-Louis Merlin, cofondateur de Merlin Gerin ; Émile Multier, fabricant de chaussures ; Marius Blanchet, industriel et commissaire général de l'exposition internationale de la houille blanche en 1925 ; l'industriel et résistant Jean Perrot, assassiné lors de la Saint-Barthélemy grenobloise ; les géologues Conrad Kilian et son père Wilfrid Kilian dont le médaillon est exposé sur la terrasse accueillant les passagers de la gare supérieure du téléphérique de Grenoble Bastille, et appelée terrasse des géologues ; Charles Joisten, ethnologue, conservateur du Musée dauphinois dans les années 1970… 

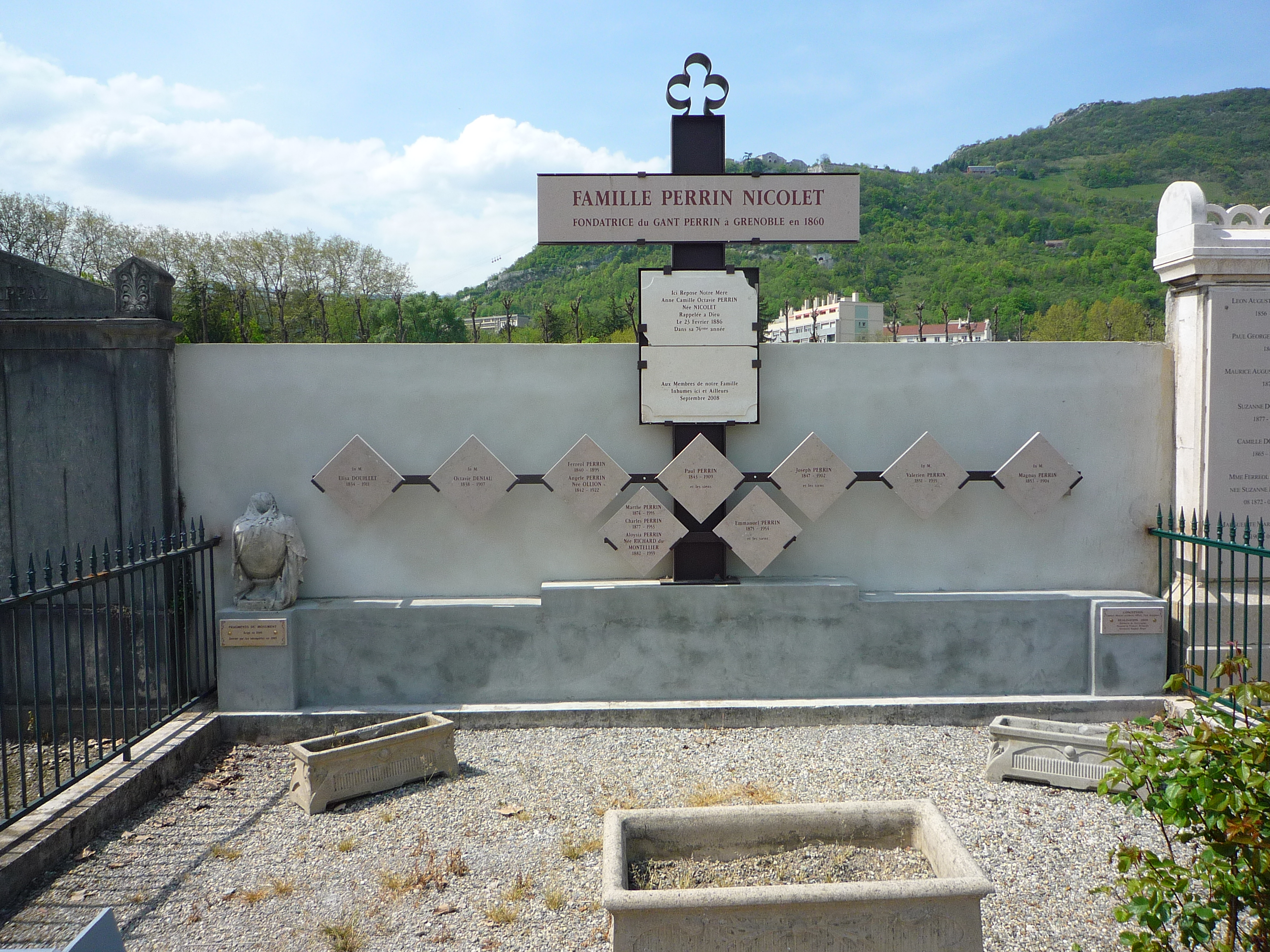
Famille Perrin-Nicolet
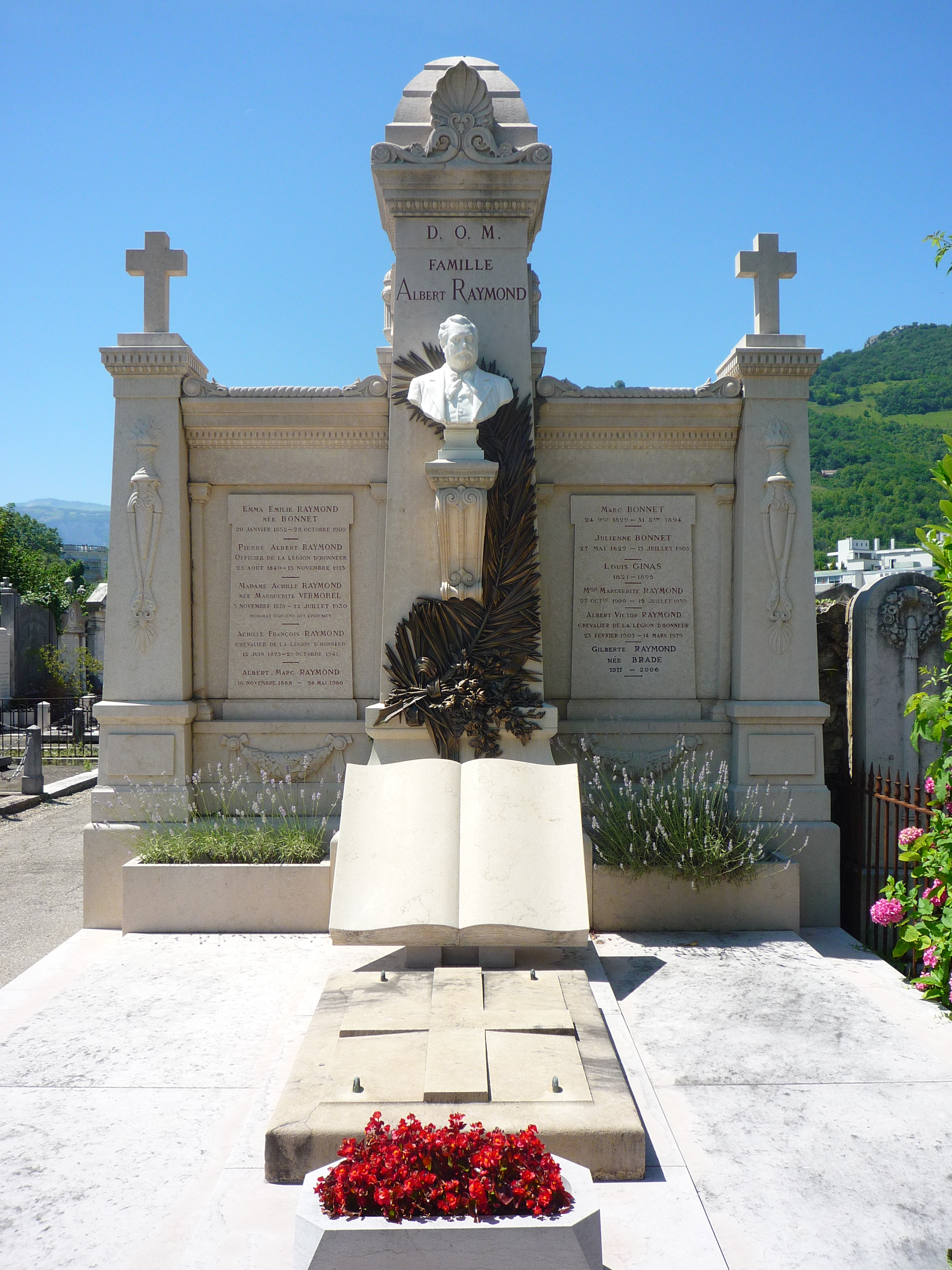
Albert-Pierre Raymond
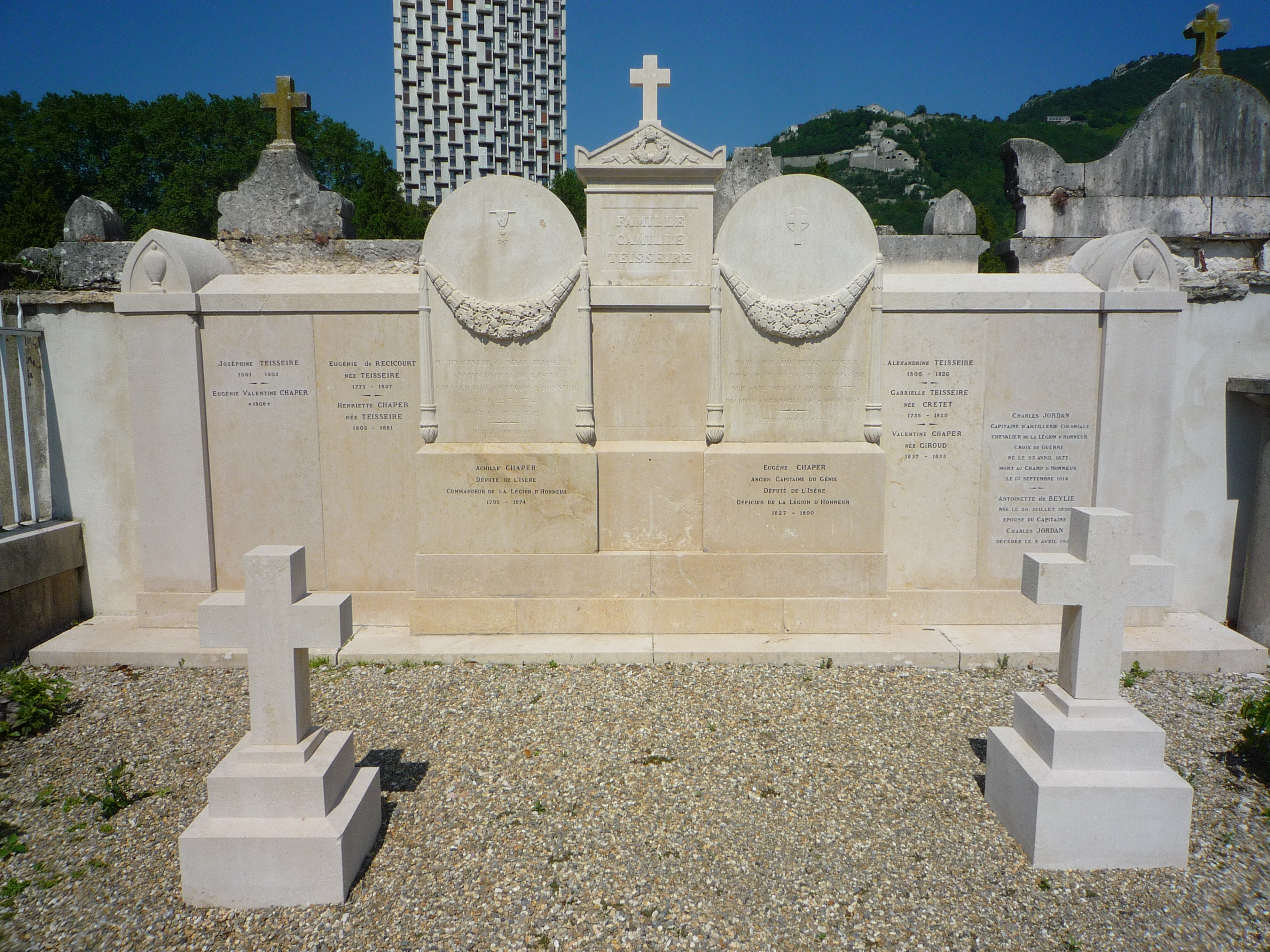
Camille H. Teisseire
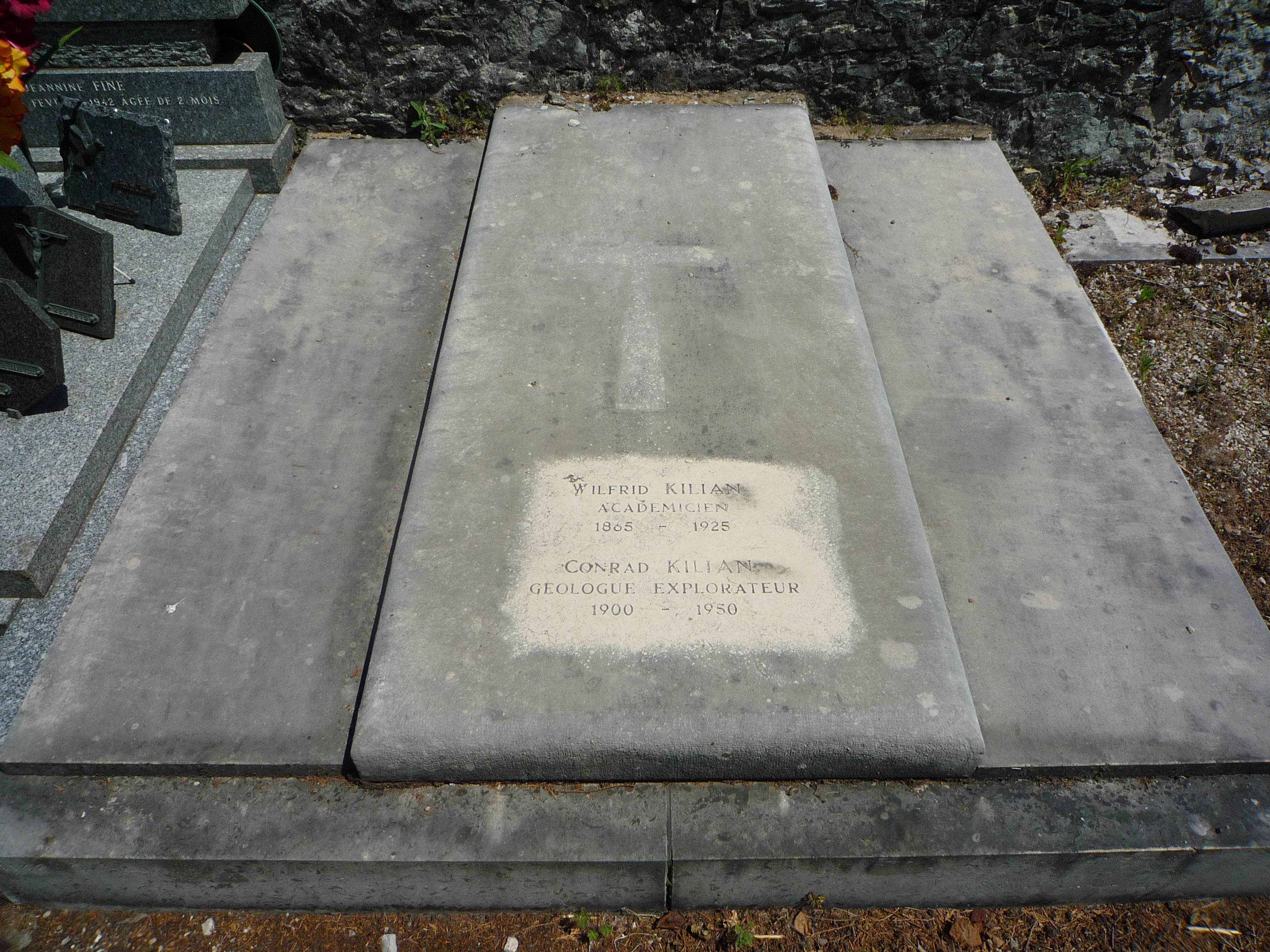
Conrad et Wildrid Kilian

### Les militaires et personnages divers
Le général de division Jean Gabriel Marchand ; le général Joachim Quiot, dont le nom est gravé sous l'Arc de triomphe ; le général Léon de Beylié, l'un des plus grands mécènes du Musée de Grenoble ; le capitaine Eugène Vitteau, qui participe à la colonisation de l'Algérie avant 1850 ; le sergent Jules Bobillot, symbole des victimes des guerres coloniales de la IIIe République ; l’abbé Jean-Baptiste Gerin, dont la tombe toujours fleurie est le gisant près de la chapelle Saint-Roch ; Alexandre Crépu, homme politique ; Joseph Jullien, bâtisseur de la Casamaures ; Jean-Joseph-Antoine Pilot-de-Thorey, archiviste et historien grenoblois ; Claude-Auguste Bajat, qui a laissé son nom à un quartier de la ville ; Auguste Prudhomme, archiviste et historien grenoblois ; Alphonse Perier, administrateur de l'hospice civil de Grenoble ; Augustine Gandolfo, dompteuse dévorée par un fauve lors de la foire des Rameaux de 1891  ; Léon Perrier, ministre et homme politique local ; Léon Zwingelstein, qui réalise la première traversée de l'arc alpin en 1933 ; Jacques Bourdis, Jean Silvy et le général Michel Arnaud, trois des 1 038 personnes à avoir été honorées du titre de Compagnons de la Libération ; Paul Billat, résistant et rédacteur en chef du Travailleur alpin ; Jacques de Gaulle, frère cadet du général de Gaulle, qui repose dans la sépulture de sa belle-famille Michoud. On notera également la sépulture de 50 soldats allemands décédés en captivité pendant la Première Guerre mondiale, avec une stèle en grès rouge élevée en 1936.

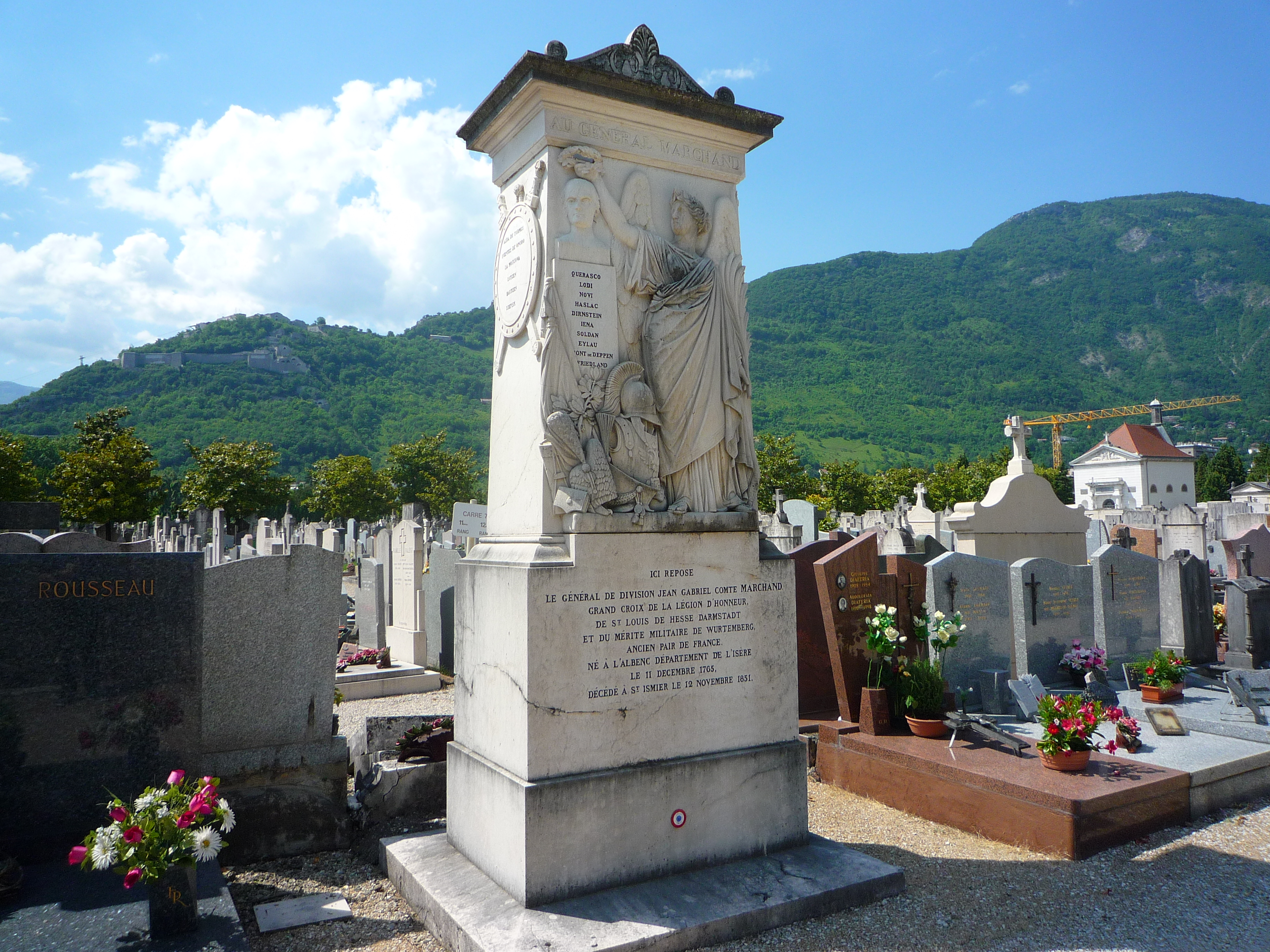
Général J.G. Marchand
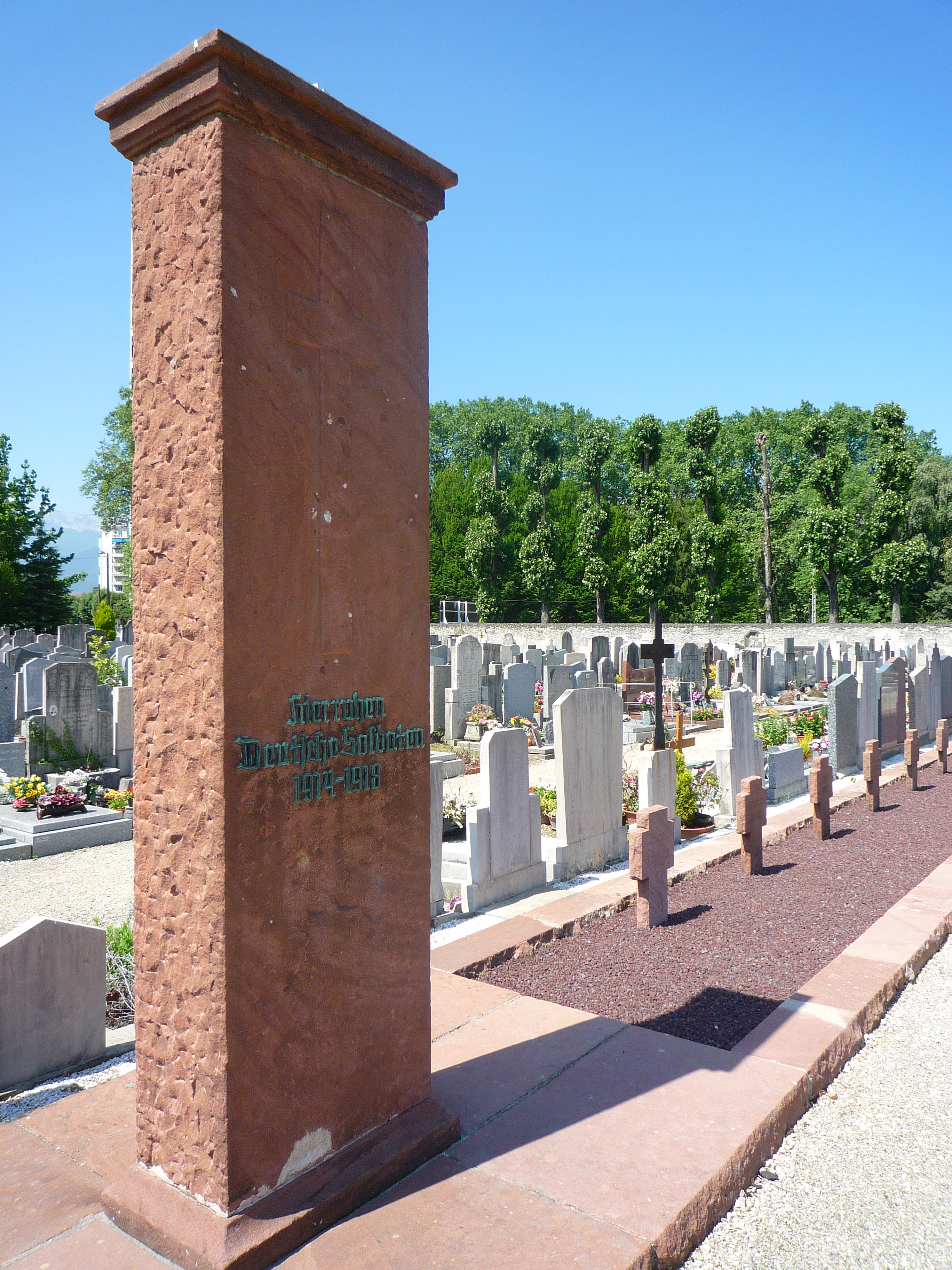
Soldats allemands
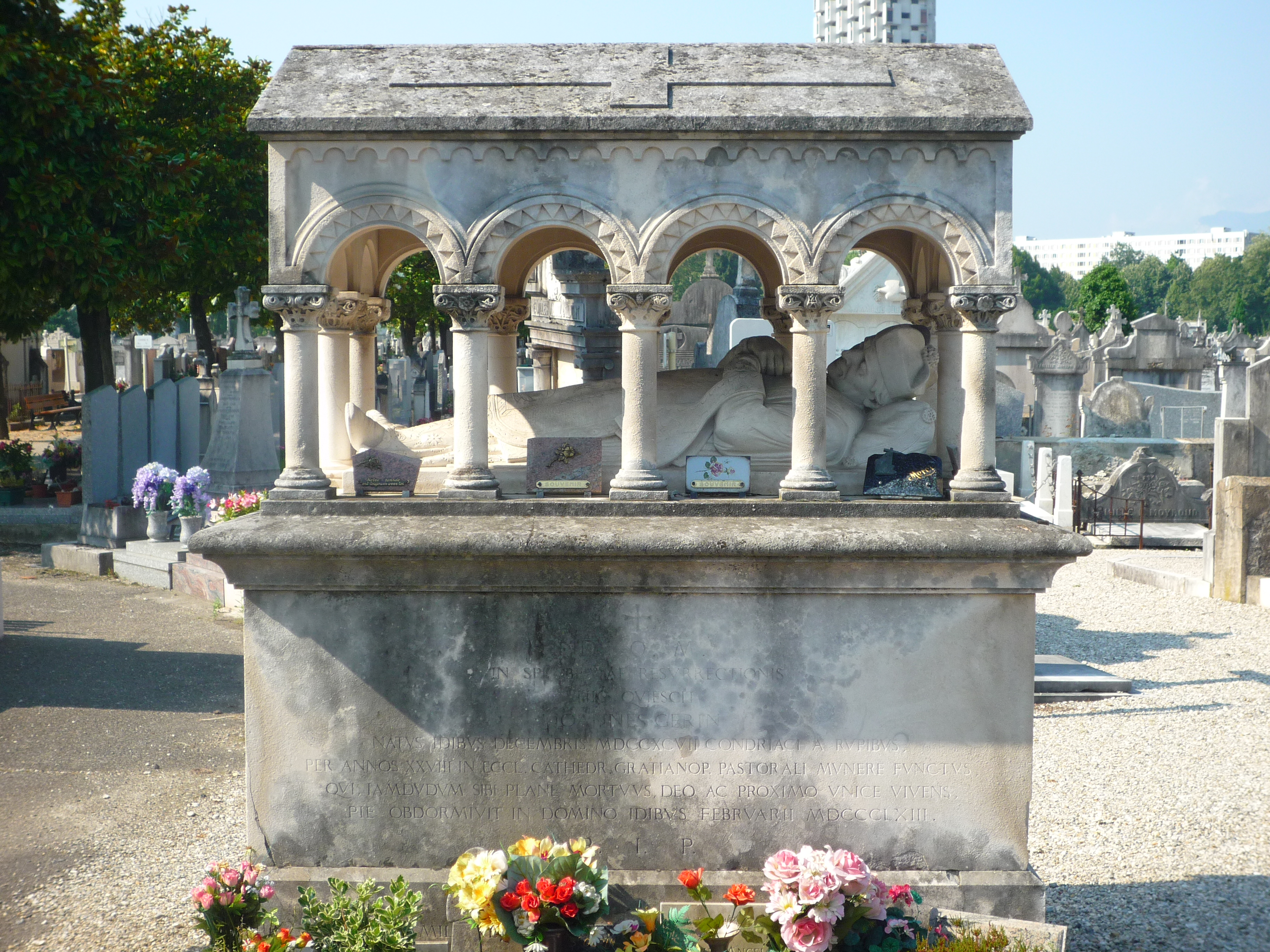
Abbé Gerin
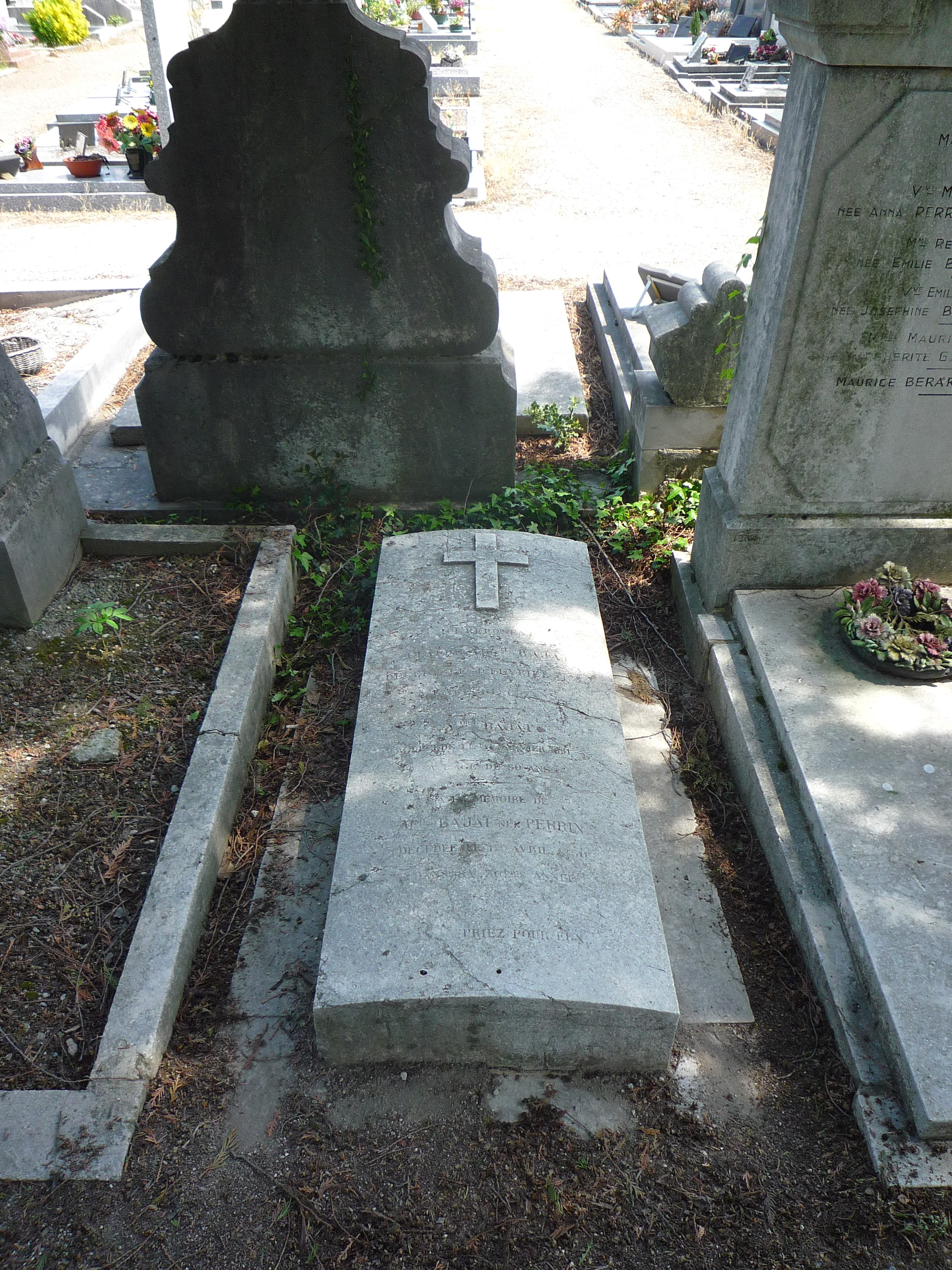
Claude-Auguste Bajat

## Monuments du cimetière
Le monument le plus emblématique du cimetière est certainement la chapelle Saint-Roch construite en 1826. Elle a remplacé à partir de cette date une ancienne chapelle dédiée à saint Roch implantée dans la boucle de l’Île Verte, au bord de l'Isère. Sauvée de la destruction grâce à la dévotion des Grenoblois, cette ancienne chapelle de la fin du XVe siècle a donné son nom au cimetière s'établissant à ses abords en 1810, puis disparaîtra dans les années 1850.

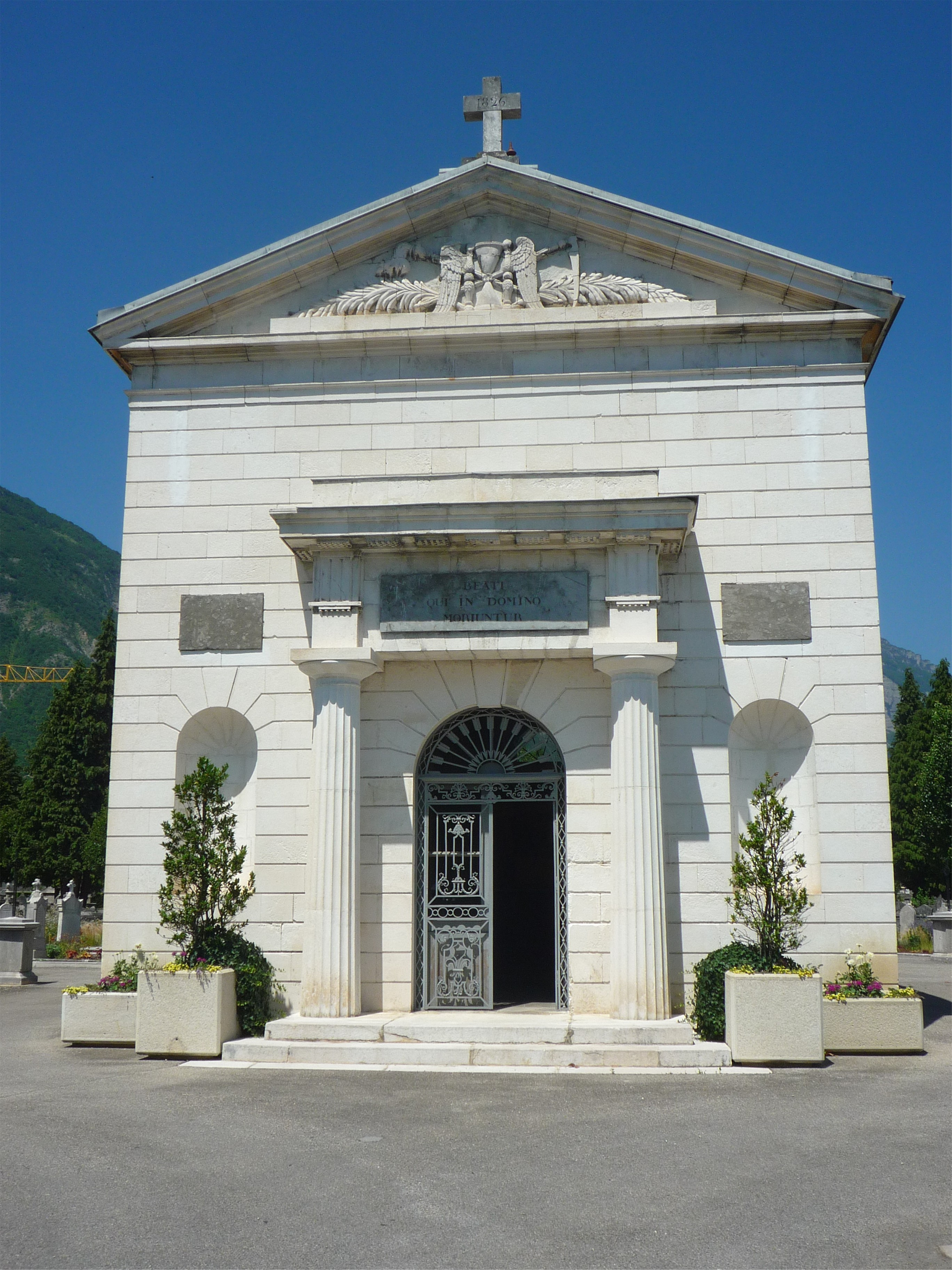
Chapelle Saint-Roch (1826)

En effet, dès 1813, conseil municipal et évêque s'accordent pour étudier la construction d'une nouvelle chapelle. Mais l'argent manque à la fin du Premier Empire et le projet n'est repris qu'en 1820-1824, par le nouveau maire, Charles Planelli de Lavalette. L'évêque Mgr Simon donne 3 000 francs et un donateur anonyme promet la même somme. Le premier devis des travaux est établi le 20 mars 1819. Le devis s'élève à 19 772 francs, mais le coût final est de 20 328 francs, somme qui sera confirmée et réglée en 1829.
Le 6 mai 1824, le maire reçoit l'autorisation du ministre de la guerre pour la construction de cette chapelle, située alors dans la seconde zone de servitude militaire, à condition de démolir mur de cimetière et chapelle aux frais de la ville à la première réquisition de l'autorité militaire,. Le roi Louis XVIII cautionne l'opération en 1824 et la nouvelle chapelle est achevée en 1826 par l'entrepreneur Joseph Gallet. Construite à 290 mètres des remparts de la ville, près du mur d'enceinte du cimetière, elle est au point de convergence des allées principales et visible depuis l'unique entrée du cimetière de l'époque. Elle est en pierre blanche de Sassenage et dotée d’une belle façade classique avec fronton et colonnes. Sur son fronton, sont sculptés les attributs de la mort, un sablier ailé, une torche renversée et une faux. Au-dessus de l'entrée, est gravée l'inscription BEATI QVI IN DOMINO MORIVNTUR (Heureux ceux qui sont morts dans le Seigneur).
Dès 1849, des défauts d'étanchéité apparaissent dans la toiture, mais il faut attendre l'année 1852 pour trouver un financement et voir la réalisation des travaux. En 1884, un chemin de croix avec ses quatorze stations est installé tout autour de la chapelle. Au début du XXe siècle, les lois de laïcisation restent sans effet à Grenoble et la chapelle conserve sa croix sommitale. C'est aussi à cette période que s'installe définitivement le système des concessions, moyen idéal pour réunir toutes les classes sociales dans un cimetière général.

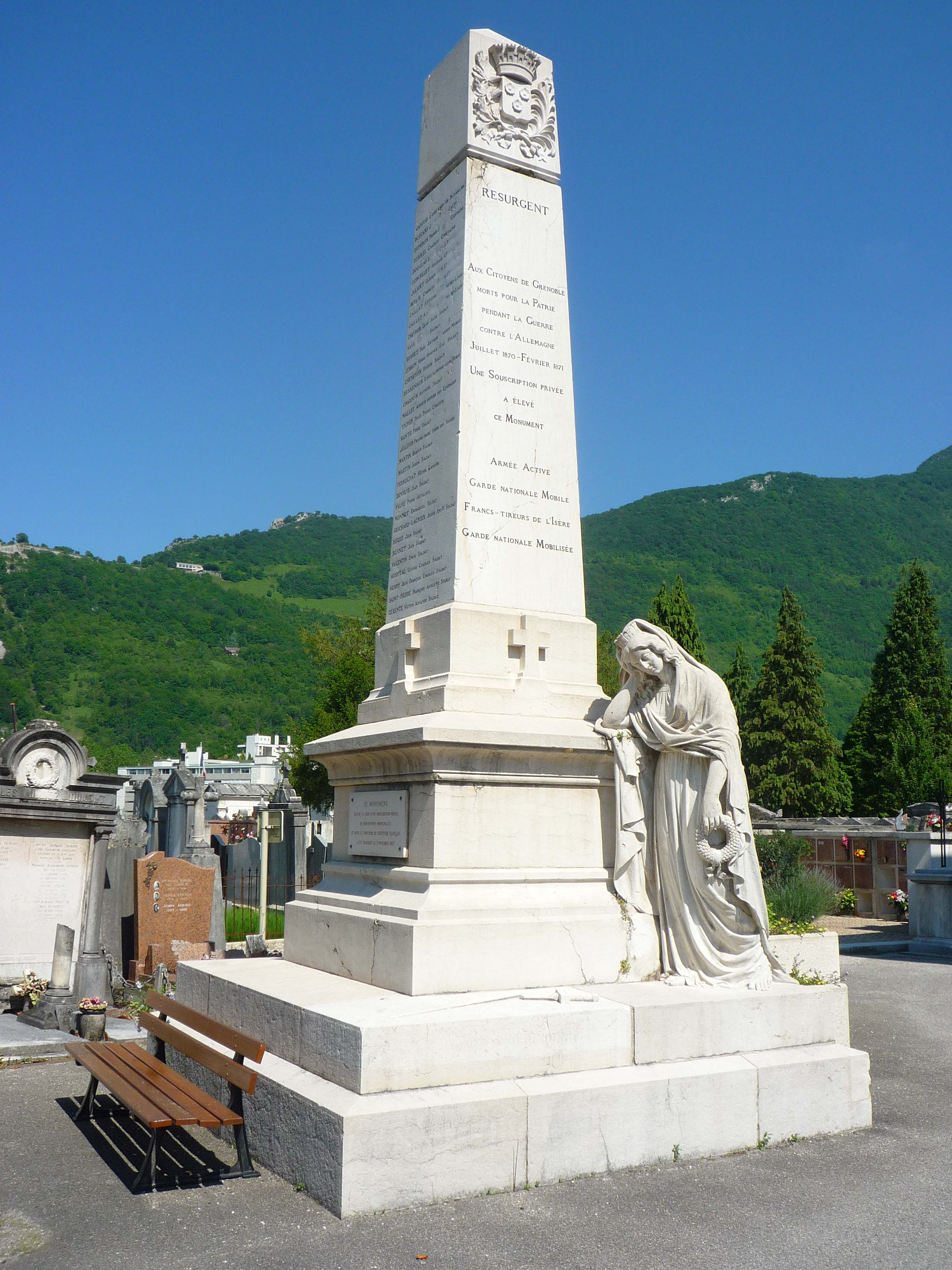
Monuments aux morts 1870

Cette chapelle, fermée pendant longtemps au public pour cause de vétusté, a été rénovée récemment par la municipalité qui a décidé d’en faire un lieu de recueillement et de repos pour ceux qui viennent honorer leurs morts. La décoration intérieure du chœur a été confiée à l’artiste peintre Virginia Alfonso qui a illustré avec des couleurs éclatantes le cycle de la vie.
À proximité de la chapelle Saint-Roch, se trouve un monument dédié aux victimes de la guerre franco-prussienne de 1870. À l'initiative d'un avocat, maître Farge, le conseil municipal du 17 février 1874 décide de concéder gratuitement un terrain pour l'emplacement d'un monument aux morts. Réalisé par le sculpteur grenoblois Eustache Bernard et inauguré le 5 novembre 1893, il représente une femme en deuil appuyée contre une haute pyramide, le bras accoudé sur la corniche du piédestal, la main gauche tenant une couronne d'immortelles. C'est l'Isère regardant à ses pieds une épée brisée.

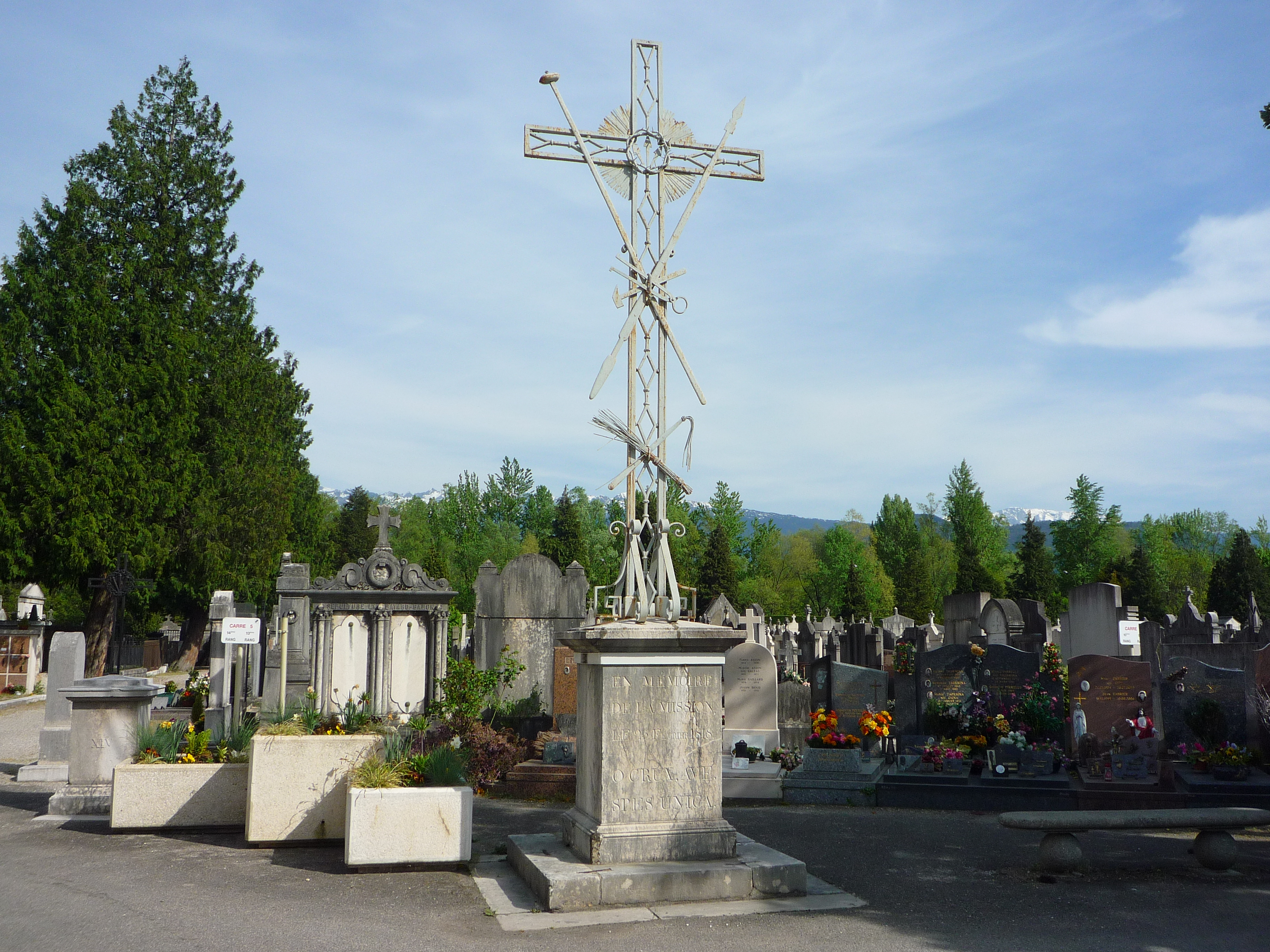
Croix de la Mission (1818)

Un autre monument est situé près de la chapelle, il s'agit d'une croix en fer haute d'environ trois mètres et installée au terme d'une mission religieuse de passage à Grenoble en 1818 afin de revivifier la foi parmi les fidèles. Effectuée par la Société des prêtres des Missions de France, fondée par l’abbé Jean-Baptiste Rauzan, cette « mission » est effectuée du 6 janvier au 25 février 1818 par neuf prêtres qui réunissent près de 9 000 personnes dans trois églises de la ville. Confessions en masse, prêches souvent en plein air, sermons, cantiques, renouvellement des vœux du baptême et cérémonie d'amende honorable ponctuent la période durant laquelle le général Gabriel Donnadieu, gouverneur militaire, accepte de fermer les portes de la ville exceptionnellement plus tard pour les habitants des campagnes. Initialement prévue au 23 février, l'installation de la croix est repoussée au 25 pour cause d'intempérie et se déroule au milieu du pont Créqui en pierre qui enjambe l'Isère (actuel pont Marius-Gontard). Devant une foule considérable, l'abbé Rauzan, Mgr Simon, le maire Jean-François Pina de Saint-Didier et le général Donnadieu assistent à la cérémonie depuis l'hôtel de Franquières. Par la suite, la croix sera déplacée au cimetière Saint-Roch vers 1839, au moment de la reconstruction du pont. Depuis l'avènement de la Troisième République, tout signe religieux est interdit dans les cimetières, en dehors des tombes privées. Mais il y a eu des instructions de tolérance à ce sujet pour les monuments d'intérêt historique ou patrimonial comme la chapelle ou la croix de la Mission, instructions qui ont été très largement interprétées, notamment pour le cimetière Saint-Roch.

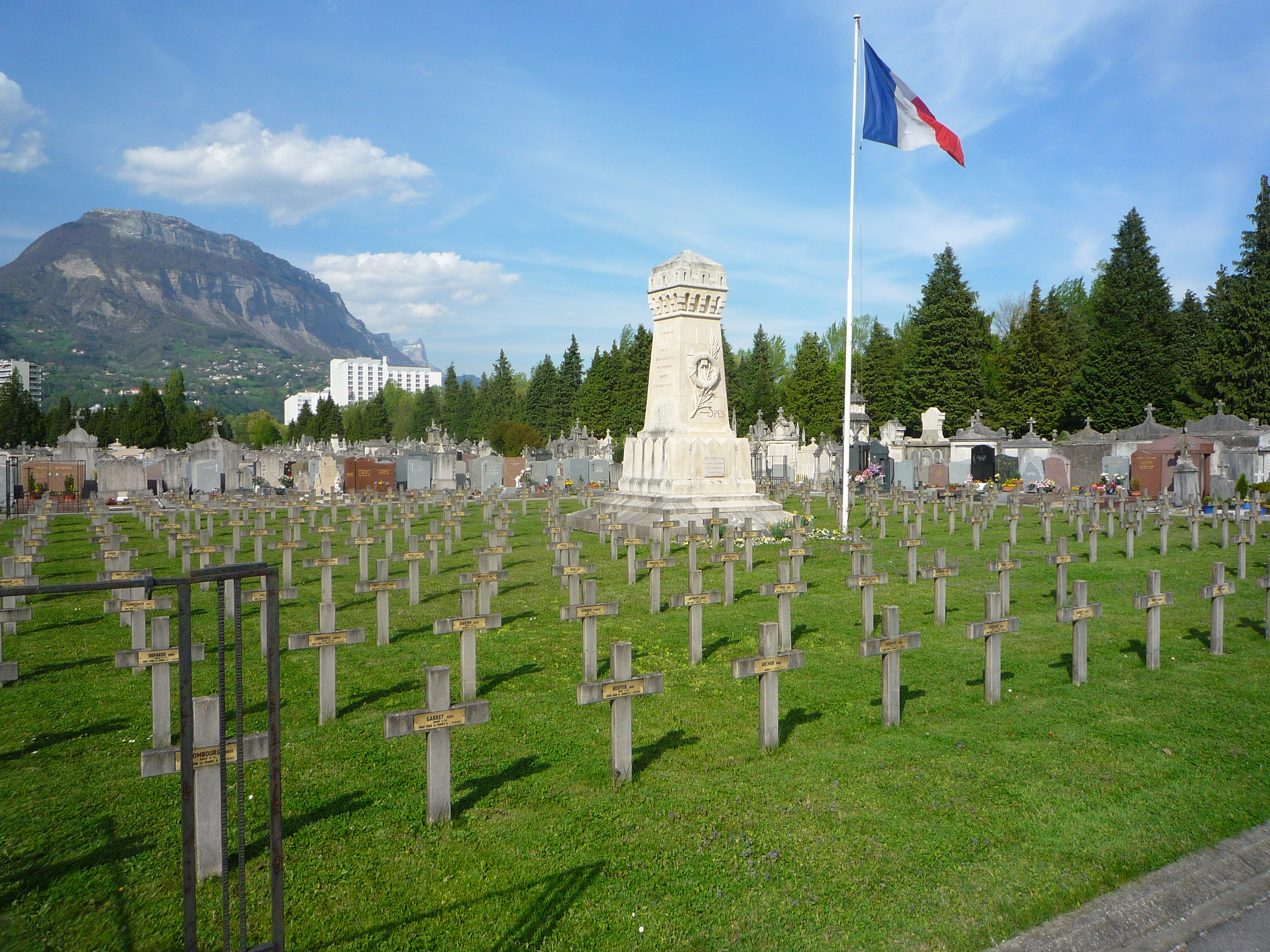
Carré militaire 1914-1918

Deux carrés militaires dédiés aux soldats de la garnison morts à Grenoble, essentiellement au cours de la Première Guerre mondiale, sont présents dans ce cimetière. Le premier, situé à proximité de l'entrée principale dans le carré A, est affecté à perpétuité aux militaires de la garnison et compte 299 tombes, dont 34 soldats tués entre 1892 et le déclenchement du conflit mondial. En son centre est érigé un monument dédié à l'association du Souvenir français. C'est dans ce carré que repose depuis le 18 septembre 1966 le sergent Jules Bobillot, héros colonial mort le 18 mars 1885 des suites de ses blessures au siège de Tuyên Quang durant la guerre franco-chinoise. Symbole du patriotisme promu par la Troisième République, un immense obélisque (le Monument national du génie) rappelle son souvenir et celui des sapeurs du 4e régiment du génie de Grenoble dans la rue qui mène au cimetière Saint-Roch. Une artère porte le nom de Bobillot dans le quartier de l'Aigle à Grenoble depuis 1896, ainsi qu'à Paris sa ville natale, et dans d'autres villes françaises.
Le second carré est créé en pleine guerre au nord du cimetière par le conseil municipal du 11 octobre 1915 . La première inhumation dans ce carré XVI a lieu le 19 novembre 1915, et il est complet à la fin de la guerre. Ce second carré compte, à la fin 1918, 663 soldats dont 8 américains, 19 italiens et 64 ouvriers coloniaux.

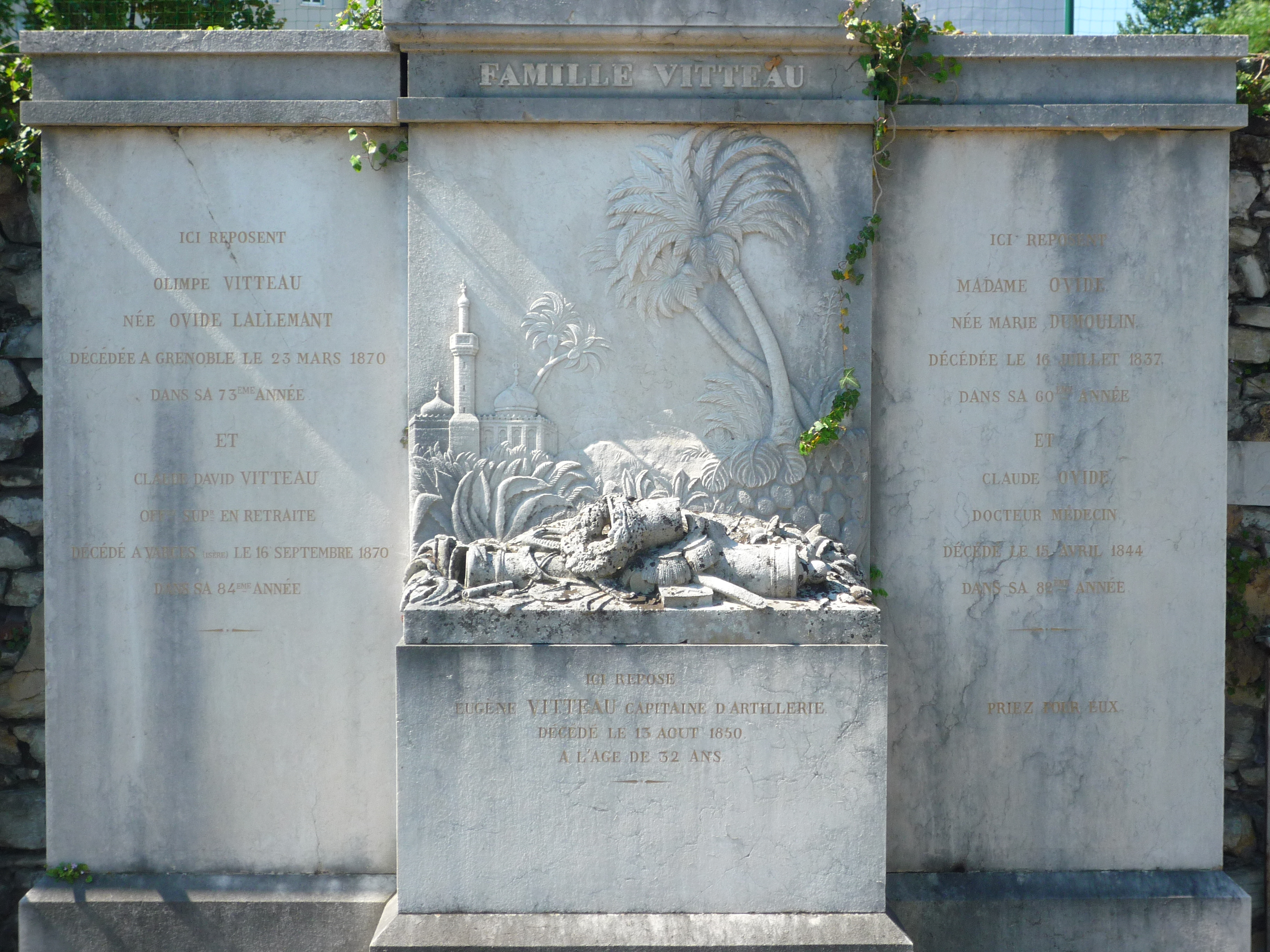
Tombe du capitaine Vitteau mort en 1850 montrant un bas-relief orientaliste.

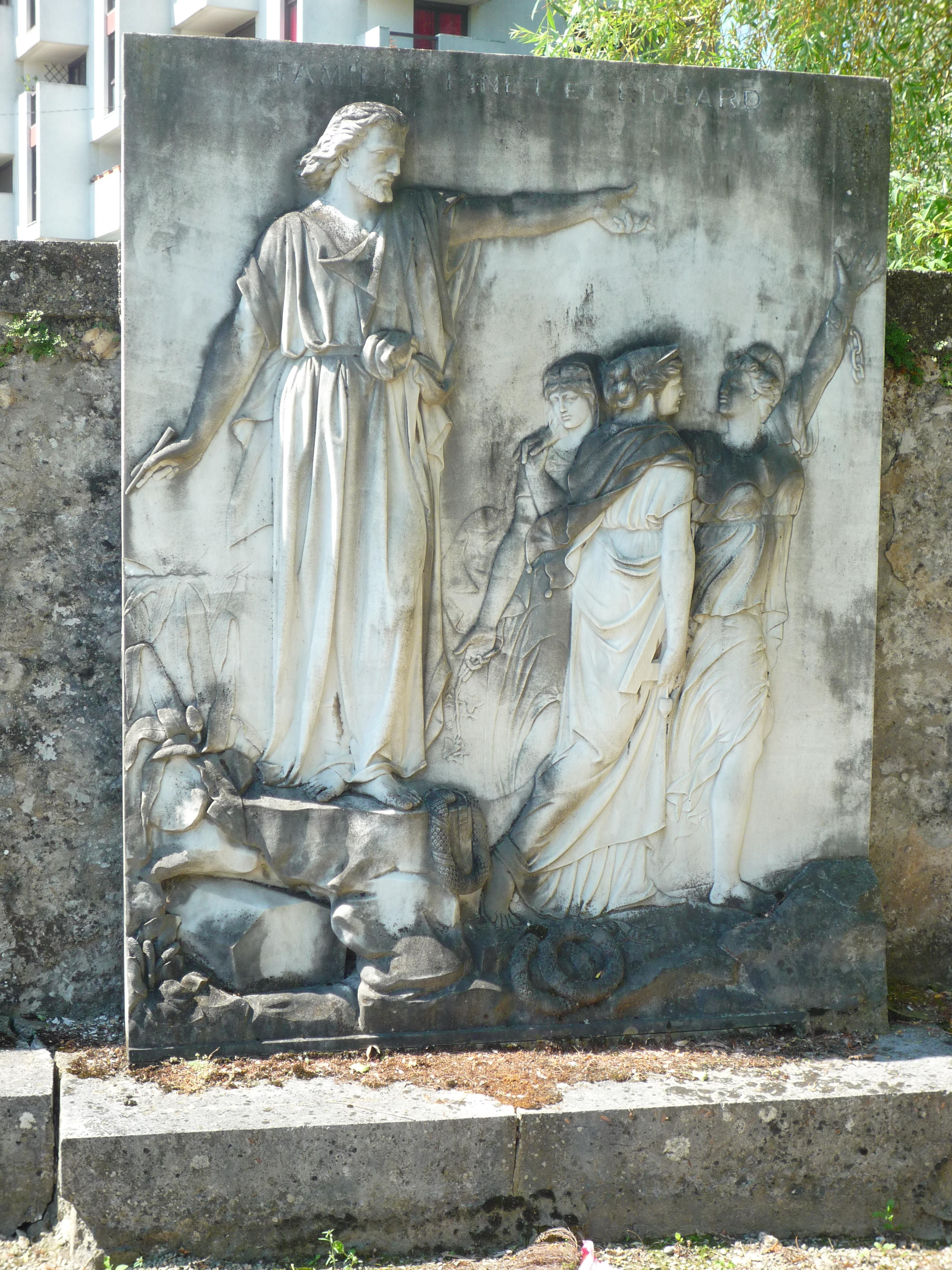
Sépulture Pinet et Liobard.

Entre 2006 et 2007, sous l'impulsion de la ville de Grenoble et du Conseil général de l'Isère, la Conservation du Patrimoine de l'Isère a réalisé un inventaire patrimonial du cimetière : 800 fiches d'éléments patrimoniaux remarquables ont été rédigées et un rapport de synthèse proposant un circuit de visite est sorti en 2007 sous la direction d'Anne Cayol-Gerin.

## Visites
De mars à octobre, le cimetière est ouvert de 7 h 30 à 18 h 30 en semaine et de 9 h 00 à 18 h 30 les dimanches et jours fériés. Les autres mois, il est ouvert de 7 h 30 à 17 h 30 en semaine et de 9 h 00 à 17 h 30 les dimanches et jours fériés.
"Saint-Roch ! Vous avez dit cimetière ?", association culturelle et patrimoniale, dont la vocation est de valoriser, sauvegarder et faire connaître le patrimoine du cimetière Saint-Roch de Grenoble, organise des visites, des expositions et des conférences. Pour découvrir sa riche programmation, consultez son agenda.

## Accès
L'entrée principale du cimetière, située au sud, rue du Souvenir, est desservie par les lignes de bus 17 et 18, arrêt Saint-Roch.
L'entrée nord, située rue Aimon de Chissé, est desservie par les lignes B et D du tramway de Grenoble, station Île Verte.